# Palais des princes-évêques de Liège

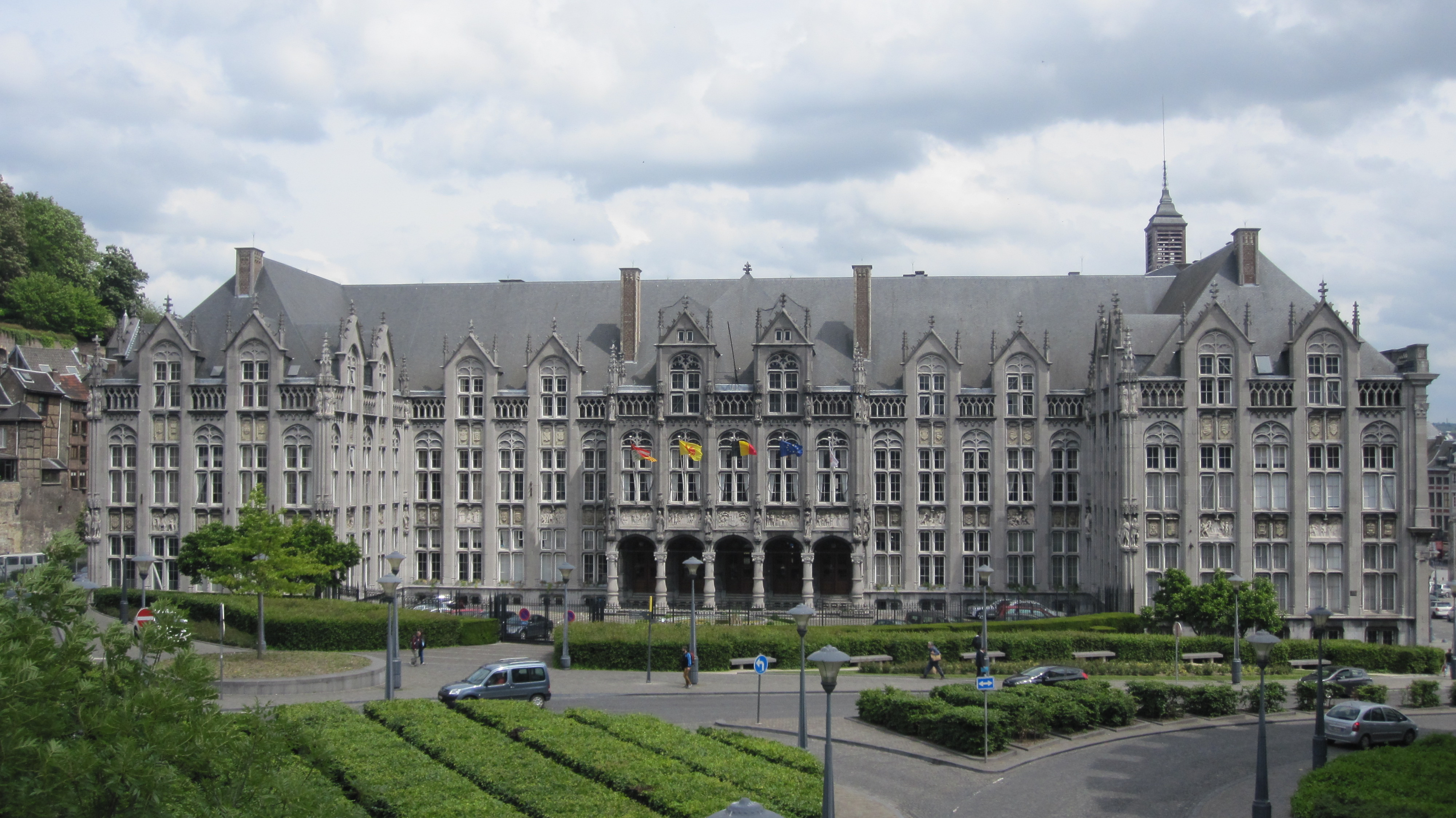
Façade du palais

Le palais des princes-évêques de Liège ou palais épiscopal de Liège, se situe sur la place Saint-Lambert dans le centre de Liège. Le palais actuel, devenu le palais de justice de Liège, a été reconstruit au XVIe siècle à l'initiative du cardinal Érard de La Marck, à l'emplacement d'un ancien édifice détruit lors du sac de Charles le Téméraire. Une nouvelle aile néo-gothique, le palais provincial, est construit entre 1849 et 1853.

## Introduction
Deux constructions ont précédé l'actuel Palais des princes-évêques qui domine la place Saint-Lambert, centre de la vie commerçante de Liège où s'élevait jadis la cathédrale Saint-Lambert. Un premier palais, intégré dans les fortifications, est édifié vers l'an mille par le prince-évêque Notger ; il disparaît dans un incendie en 1185. Le palais est reconstruit sous Raoul de Zähringen. Ce deuxième édifice, fortement abimé après le sac de 1468 par les Bourguignons, subit le même sort en 1505.
Montant sur le trône épiscopal de Liège en 1505, le prince-évêque Érard de La Marck, trouve un palais en ruine. Il confie la construction d'un tout nouveau Palais au maître d'œuvre Arnold van Mulken en 1526. Le chantier est achevé à la fin du XVIe siècle.
La façade principale côté Sud est entièrement refaite après son incendie en 1734 en style Louis XIV-Régence sous la direction de l'architecte bruxellois Jean-André Anneessens (nl), fils de François Anneessens.
En 1849, une nouvelle aile occidentale est construite en style néogothique par l'architecte Jean-Charles Delsaux, afin d'accueillir les services du Gouvernement Provincial. Le palais sera utilisé en tant que Kommandantur par l'occupant allemand au cours de la Première et Seconde Guerre mondiale.
Au XXIe siècle, le bâtiment est occupé à la fois par les services provinciaux et le Palais de Justice. La grande cour est entourée de galeries aux arcades surhaussées et de 60 colonnes galbées, à la fois massives et élégantes, surmontées de chapiteaux richement ornés. La variété de la décoration des colonnes est extraordinaire. La deuxième cour à laquelle on accède par l'intérieur du palais est plus intime. Elle est par ailleurs fermée au public, sauf dans de rares occasions comme les journées du patrimoine par exemple. Elle sert aussi au passage des prévenus, escortés par des policiers, entre les cellules et certains services.
Les institutions judiciaires de Liège étant dispersées sur une dizaine de sites dans la ville, un vaste projet d'extension du Palais a été adopté. Il concerne plusieurs bâtiments face au côté occidental du Palais afin de maintenir la justice au centre de la cité.
Le palais a été proposé en 2008 pour une inscription au patrimoine mondial et figure sur la « liste indicative » de l’UNESCO dans la catégorie patrimoine culturel.

## Histoire

### Des temps romains aux temps romans

#### Les origines du diocèse

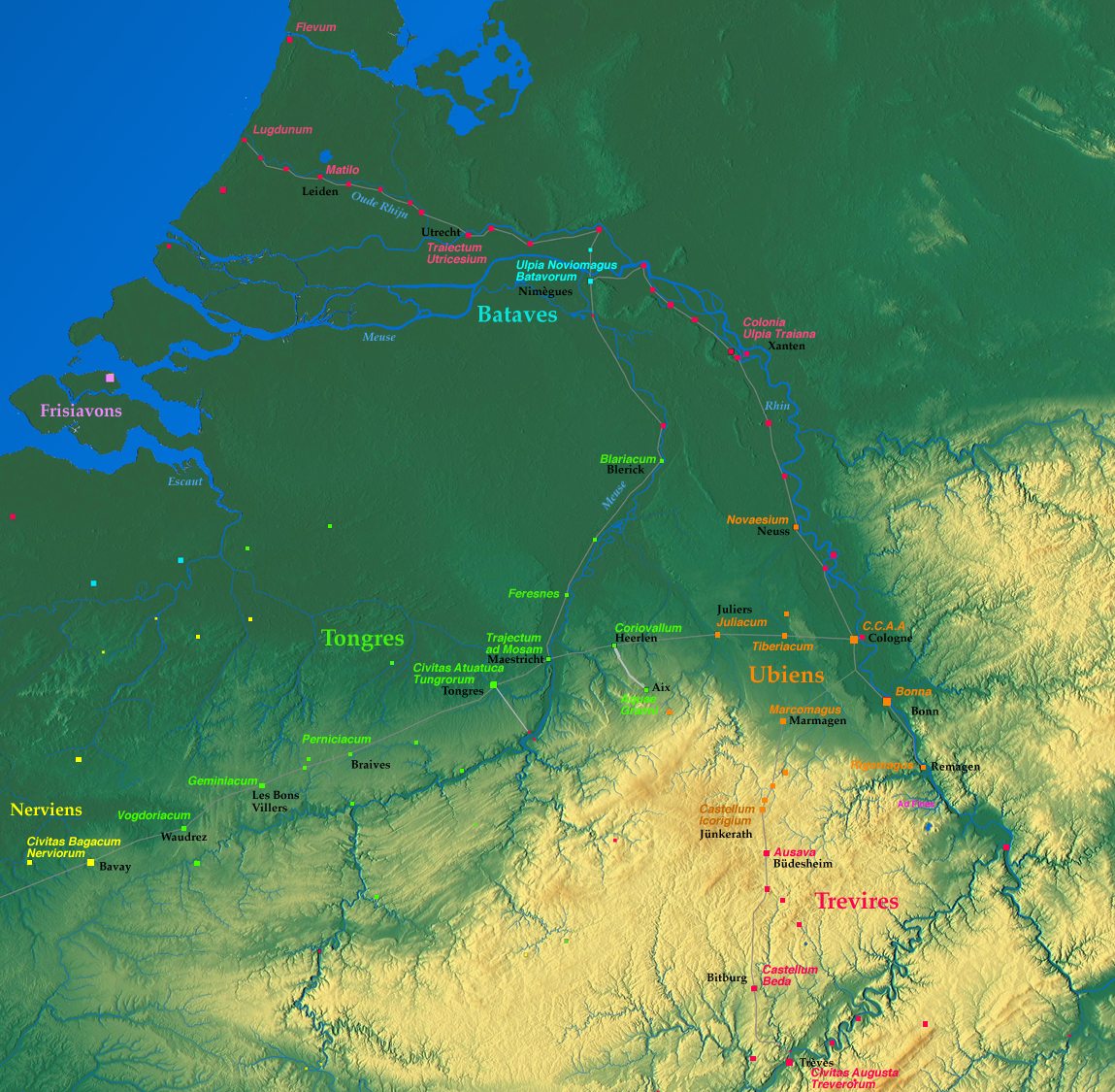
Topographie de la Germanie inférieure, chaussées romaines, Situation des Tongres

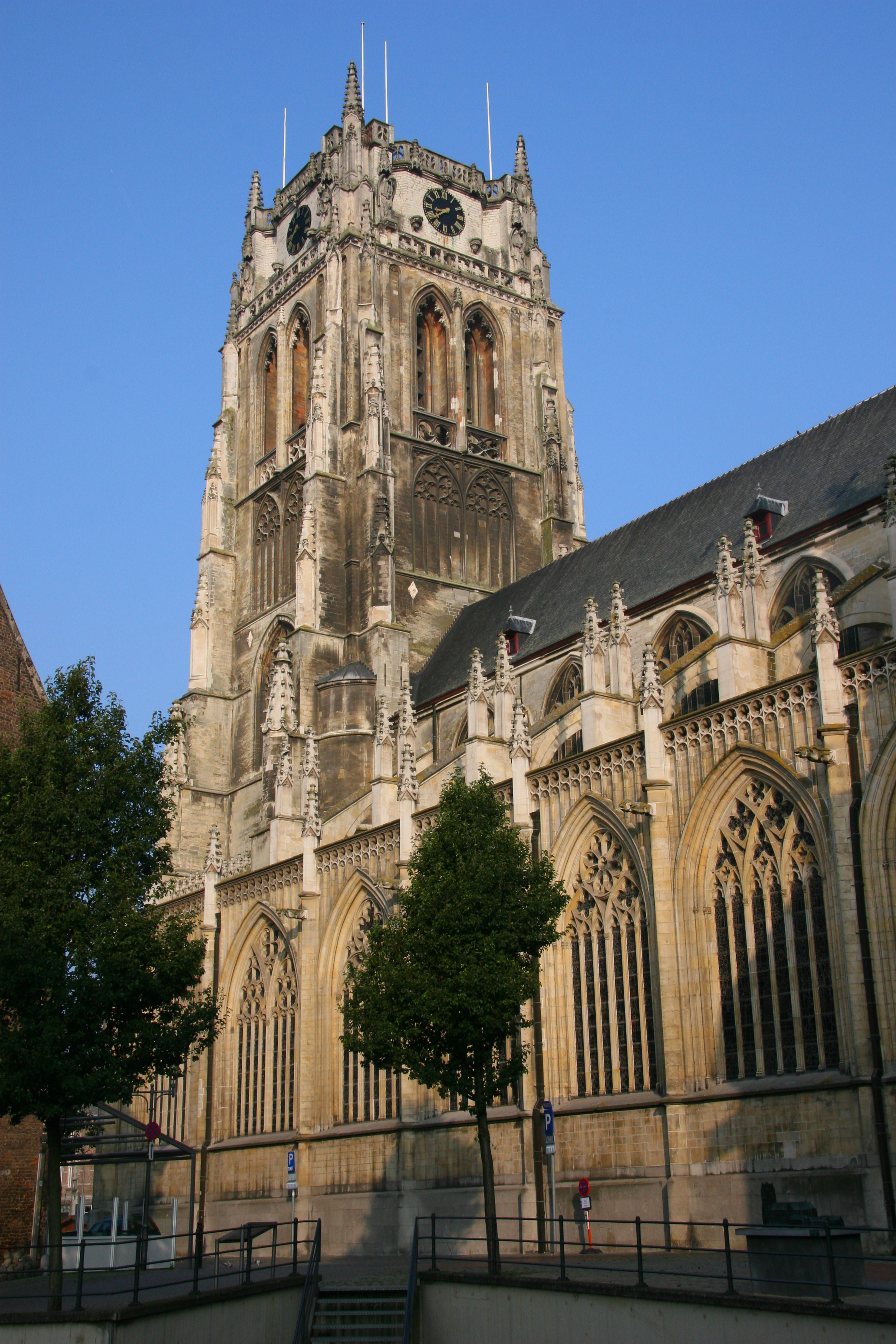
Basilique Notre-Dame de Tongres

##### La naissance de l'évêché de Tongres
Dès le IIIe siècle Augusta Treverorum-Trèves, puis Colonia Claudia Ara Agrippinensium-Cologne étaient le siège d'évêché, calqué sur le découpage des districts administratifs des Romains. Les civitates donneront naissance aux diocèses, Quelques évêques missionnaires sont venus dès le IVe siècle évangéliser les régions de la Meuse moyenne. C'est un certain Servatius, ou Servais de Tongres, venu de la lointaine Syrie qui prit contact avec la région dans le dernier quart du IVe siècle.
Or, dans la Germanie inférieure, la Civitas Tungrorum, étendait sa juridiction sur le territoire correspondant à la plus grande partie de la Belgique actuelle mais débordant sur le Grand-Duché de Luxembourg, le Brabant et le Limbourg néerlandais, ainsi que sur une partie de la Rhénanie. C'est sur la chaussée de Tongres à Bavais que les Romains avaient installé leur centre administratif et Servatius édifia une basilique chrétienne à l'emplacement de la collégiale actuelle[précision nécessaire]. Les grandes invasions germaniques du Ve siècle vont tout emporter et une longue période d'incertitude va s'installer jusqu'à la fin du VIe siècle, les évêques Falcon (circa 530) Domitien (535-538) et Monulphe (558-597) sont connus.

##### Le rôle de Maastricht
C'est vraisemblablement vers cette époque que les évêques de Tongres adoptèrent comme seconde résidence l'agglomération de Trajectum ad Mosam (aujourd'hui Maastricht), toute proche, passage obligé sur la Meuse où les Romains avait jeté sur le fleuve un pont de bois. L'évêque Monulphe fit élever une basilique sur le lieu de décès de Servatius dans le quartier latin de Maastricht. L'appellation d'évêques de Tongres subsista néanmoins.

##### La prophétie de Monulphe
La légende voudra que Monulphe visitant son diocèse, découvrant le site des hauteurs de Sainte-Walburge, où Liège va s'élever, montrant les bras divagants de la Meuse au creux de la vallée, prophétise l'avenir de la ville future.« Voici le lieu que Dieu a choisi pour le salut de nombreux fidèles et qui, grâce au mérite de ses serviteurs égalera plus tard les cités les plus renommées ». Ce lieu privilégié, un des successeurs de Servatius et de Monulphe, le situera pour de longs siècles dans l'histoire : l'évêque Lambert va succéder à Théodard (662-670), grâce à la protection du roi d'Austrasie, Childéric II, assassiné en 675. Éloigné à Stavelot pendant sept ans, il reviendra pour asseoir le régime d'immunité du diocèse Tongres-Maastricht, qui précipitera son assassinat probablement par un membre du pouvoir royal Dodon qui exerce la charge de domesticus de Pepin de Herstal ou de sa concubine Alpaïde,.

#### Les premiers Palais liégeois

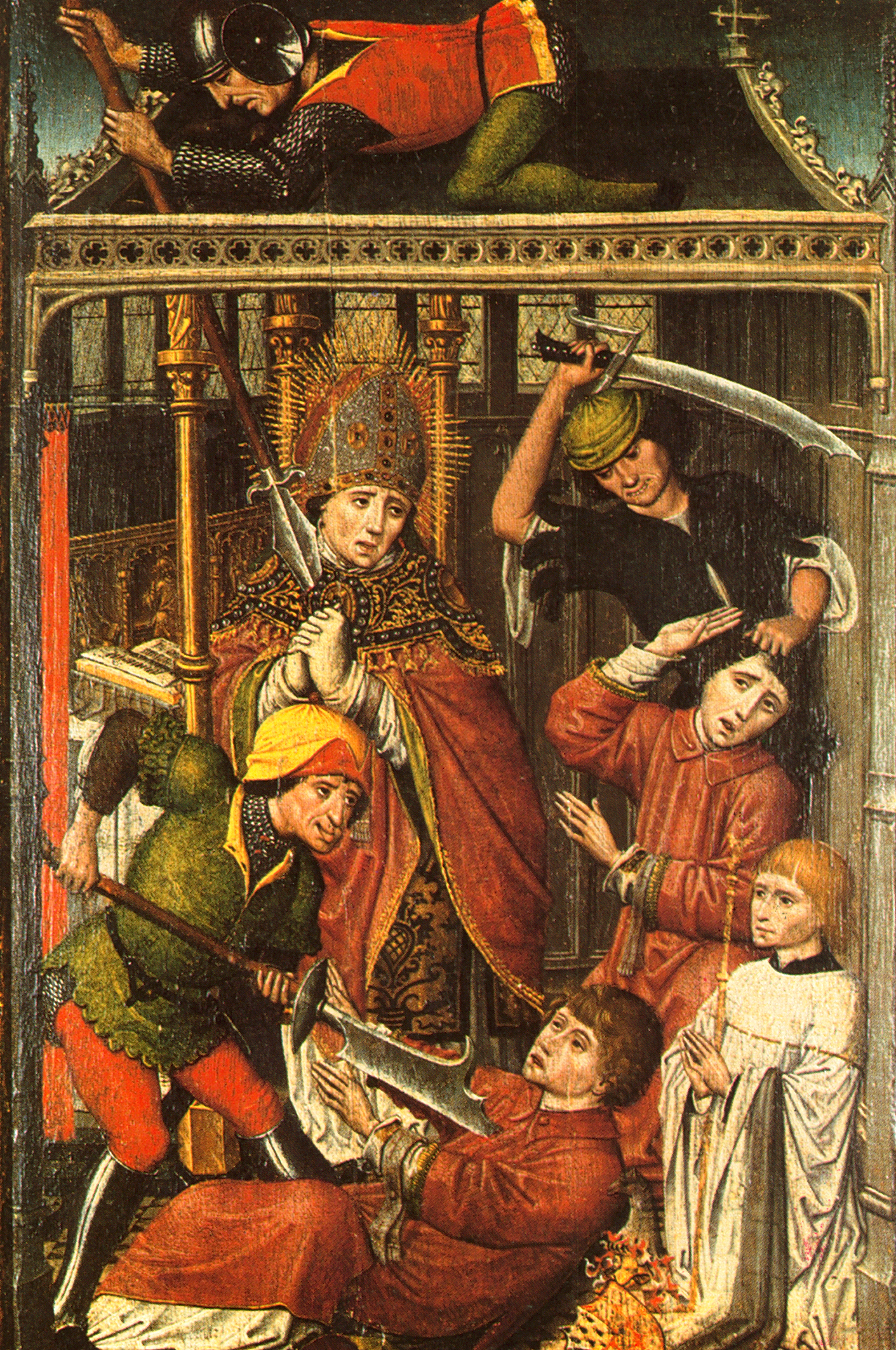
Le Martyre de saint Lambert

##### La Maison de saint Lambert
Le meurtre de saint Lambert se déroule dans un endroit que les sources nomment vicus leudicus. Le site descendait vers le fleuve qui lui offrait une communication facile avec Maastricht, distante d'environ cinq heures de cheval. Lambert y avait construit une série de bâtiments. Sur l'île, Monulphe aurait élevé un petit oratoire voué aux saints Côme et Damien. Ce n'est qu'un complexe de quelques bâtiments modestes, qui n'ont pas la prétention de s'appeler palais. En 718, le successeur immédiat de saint Lambert, l'évêque Hubert encourage le courant de dévotion en ramenant de Maastricht la dépouille de son prédécesseur. La basilique dédiée à la mémoire de saint Lambert devait bientôt devenir la première église du diocèse : la cathédrale. Ce transfert nécessaire pour éviter les difficultés de maintenir la résidence des évêques à Tongres et Maastricht où ils devaient supporter le pouvoir des agents du roi. Désormais, le nom de Liège va apparaître dans les textes. En 770, Charlemagne s'installe apud sanctum lambertum, in vico Leudico pour célébrer les fêtes de Pâques. C'est également in vico Leudico et apud sanctum Lambertum qui désignera le lieu de réunion des trois fils de Louis le Pieux en 854.

##### Le palais épiscopal carolingien de l'évêque Hartgar
Dans le courant du IXe siècle un poète irlandais, Sedulius, va décrire un palais épiscopal dont la splendeur offre un étonnant contraste avec la précarité des premières installations de Saint-Lambert. Sa description du palais de Hartgar précise qu'il est muni d'une tour de près de 45 mètres. Le palais était richement décoré de peintures vives, et dans une chambre supérieure étaient représentées 16 scènes du Nouveau Testament, depuis l'apparition de l'ange à Zacharie jusqu'à la vocation de saint Pierre. Il aurait ensuite été endommagé par un incendie lors des incursions normandes de 881 dans la vallée de la Meuse. De 884 à 915, de nombreuses donations royales vont compléter le patrimoine des évêques.

##### Le transfert du Palais sous l'évêque Éracle

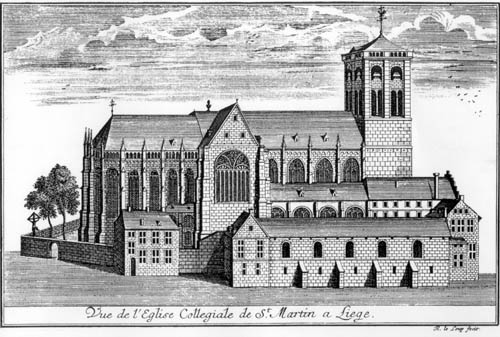
La collégiale Saint-Martin vers 1735 (gravure de Remacle Le Loup)

Néanmoins sous les temps troubles du royaume de Lotharingie, devenu un duché, dans lequel s'inscrit le diocèse de Liège, que se disputent de puissantes dynasties locales, les derniers Carolingiens Renier au Long-Col et son fils Gislebert de Lotharingie, avec les rois d'Outre-Rhin de la dynastie saxonne, Henri Ier l'oiseleur et Otton Ier, qui ont annexé la Lotharingie depuis 925 et 936. Otton Ier confie la Lotharingie à son frère Brunon et un prévôt de Bonn, le saxon Éracle, est promu au siège épiscopal de Liège en 959. Ce dernier peu sûr du peuple liégeois, fait construire dès 968 sur les hauteurs de Liège une nouvelle forteresse sur le Publémont et une nouvelle collégiale où il sera enterré, Saint-Martin qui va surplomber la courbe du bras intérieur du fleuve,. Il va ensuite construire Saint-Laurent qu'il dote d'une crypte consacrée à Sixte II, pape décédé en 258. C'est là qu'il va installer en 965 son palais épiscopal sur les conseils de Brunon. Ce palais épiscopal se serait trouvé selon Anselme, face à la collégiale Saint-Martin, à l'emplacement des Hôtel Orban et l'Hôtel Macar.

#### Le palais de Notger et de Henri de Leez

##### L'œuvre de Notger
La fidélité de Notger aux souverains germaniques lui permettra d'obtenir de ceux-ci les moyens de sa politique qui va coïncider avec le grand effort d'ordre de la dynastie ottonienne. Investi par l'empereur, l'évêque n'est pas seulement le chef d'une vaste circonscription ecclésiastique. Des libéralités impériales, encore rares sous Otton Ier, mais qui se multiplieront par la suite, vont doter l'église de Liège de territoires accumulés dans lesquels l'évêque détient les droits régaliens concédés par les souverains du Saint-Empire romain germanique. De plus, Notger a soin de se faire conférer le privilège de l'immunité, devenant ainsi le seigneur viager dans tous ses domaines temporels mais aussi dans sa ville épiscopale. Notger va subtilement tirer parti de ces deux prérogatives car le renforcement du pouvoir impérial s'identifie au renforcement de son pouvoir personnel sur la cité, le diocèse et la principauté. C'est donc lui qui va décider de l'aménagement de l'espace urbain liégeois, encore visible aujourd'hui. Conscient de l'effet affectif qui entoure le lieu où saint Lambert était tombé sous les coups de ses meurtriers, Notger va ramener le centre de la cité, autrefois sur le Publémont, dans la vallée, à l'endroit exact où ses prédécesseurs avaient installé la cathédrale et ses annexes. Cette cathédrale, il va la rebâtir de fond en comble, beaucoup plus grande et beaucoup plus belle. Elle n'était pas achevée à son décès…
Notger n'ignore pas non plus que les Carolingiens aspirent à reconquérir les domaines de leurs ancêtres. Il va développer pour répondre à leurs diverses offensives une politique castrale dont la fortification de Liège sera son point fort. Il fortifiera d'abord le Publémont, construira la collégiales Sainte-Croix pour empêcher la mainmise de seigneurs fonciers et en prolongera l'enceinte vers le palais et le quartier de l'île.

##### Le palais de Notger
La Vita Notgeriprécise quelle place occupe la résidence de l'évêque : elle énumère ses nombreux travaux, restaurations et reconstructions, comme celle de Notre-Dame-aux-Fonts. Le palatium domus episcopalis sortira de terre en même temps que la cathédrale. Le palais va être intégré dans l'enceinte urbaine et complètement englobé dans le système défensif de la Cité. Ainsi, dans le secteur du pourpris fortifié ceinturant la ville, le palais épiscopal occupait une place centrale et remplissait une fonction défensive fondamentale. Le palais devait être en moellons de grès, les archives du XIIIe au XVe siècle précisant qu'une vies perire de l'evesque était exploitée en Pierreuse. Jean d'Outremeuse, décédé en 1400, rapporte que seul le niveau inférieur du palais notgérien aurait été construit en pierre, les étages auraient été constitués de forte charpentes armant des blocages de maçonneries. Certains murs de refend, qui datent du XVIIe ou du XVIIIe siècle ont encore cet aspect. Il devait également contenir un pomarium, une salle du conseil à l'étage, un hospitium - un dortoir -, et une salle d'audience où se trouve le siège élevé de l'évêque, le solium. Il devait aussi abriter la Cour de justice et une Cour féodale, présidée par l'évêque lorsqu'il est à Liège. C'est dans le pomarium entouré de hauts murs que le dimanche, le Prince-évêque préside le Tribunal de l'anneau ou Anneau du palais qui était composé du prince-évêque et de ses vassaux. L'Anneau du Palais tenait son nom de l'anneau d'airain que le plaignant allait frapper contre le vantail lorsqu'il voulait saisir le tribunal d'une affaire relevant de sa compétence,.

##### Henri II de Leez et la rénovation du Palais
Le palais de Notger avait déjà quelque 150 ans d'âge lorsque Henri II de Leez qui fut un des plus brillants successeurs à la tête du diocèse et de la principauté, entreprit de rénover la résidence épiscopale. La geste des évêques de Liège de Gilles d'Orval - compilation achevée en 1250 - donne une idée du nombre important des constructions ou restaurations entreprises sous son règne. Gilles d'Orval précise que c'est en 1155, après avoir restauré le palais épiscopal d'Aix-la-Chapelle qu'il relève complètement de ses ruines, que Henri II de Leez va restaurer, agrandir et construire un autre bâtiment du palais de Liège.

### Des temps romans à la Renaissance

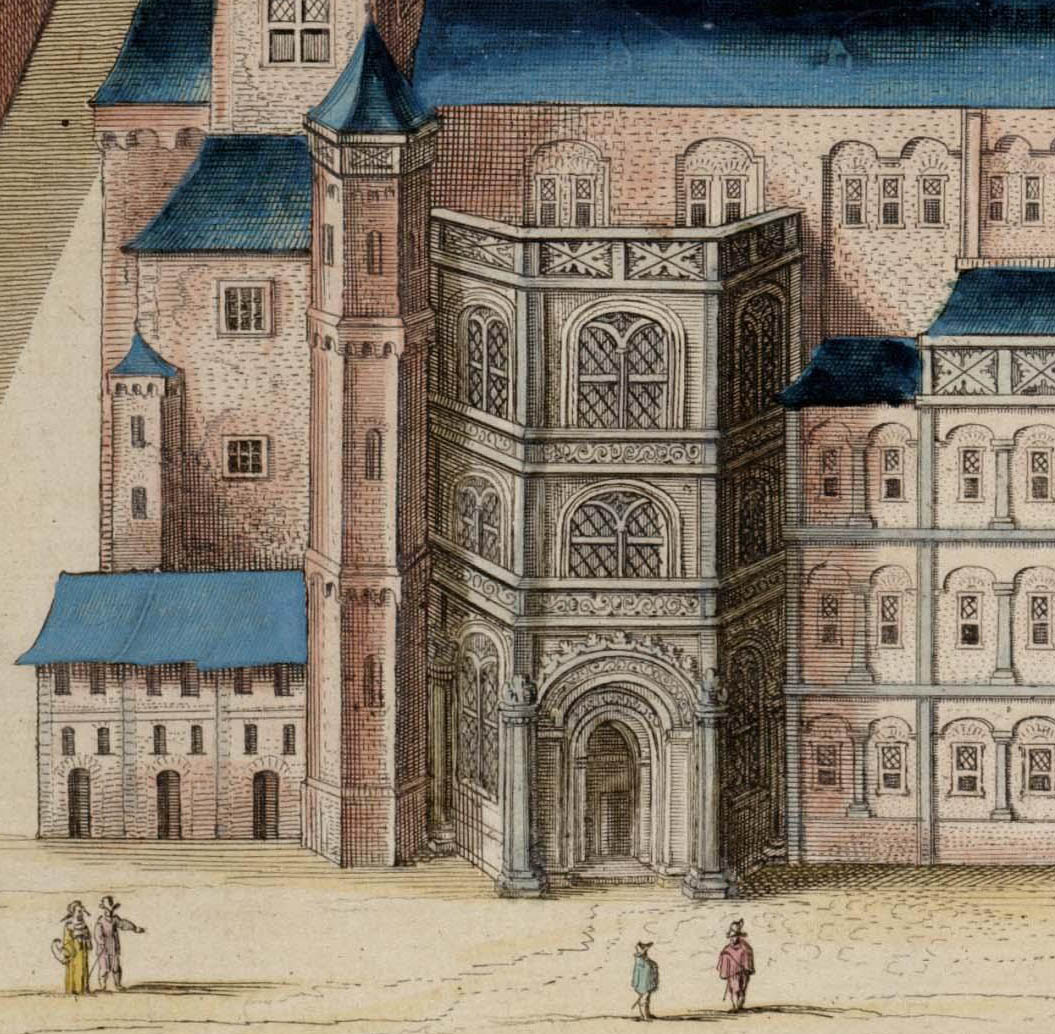
Portail de Jean de Heinsberg, 1449

#### L'incendie de 1185 et la construction du nouveau palais de Raoul de Zähringen
Le 28 avril 1185, jour de la translation de saint Lambert, l'église et le peuple de Liège avaient célébré comme d'habitude, le transfert des reliques du saint patron de Maastricht à Liège. Dès la nuit tombée la cathédrale de Notger prenait feu. Le feu avait pris dans les maisons voisines du cloître et avait gagné les officines. Les flammes atteignirent la cathédrale romane et enflammèrent ses deux tours ouest. Elles envahirent le vieux palais, son église épiscopale et embrasèrent enfin la collégiale Saint-Pierre et son église paroissiale, Saint-Clément et Saint-Trond. Durant plusieurs semaines, le feu couva dans les décombres. Le roi des Romains Henri VI, arrivé au temps de l'Automne donna l'ordre d'abattre les ruines.
Gislebert de Mons, chancelier du puissant comte de Hainaut, et chroniqueur bien informé mentionne la présence du Henri VI dans la cité mosane, mais ne précise pas qu'il est descendu avec sa suite in palatio episcopi, comme il eut été normal si l'état du palais l'avait permis. Deux ans plus tard, en mars 1188, Gislebert accompagne le cardinal Henri, évêque d'Albano, légat du pape, qui vient prêcher la croisade, en France et dans l'empire, Jérusalem étant retombée en octobre 1187 aux mains des Infidèles. Le synode diocésain, convoqué, le reçoit avec le comte de Hainaut et sa suite, seul laïc à assister ce synode. C'est le comte, selon Gislebert, qui réconciliera l'Église romaine avec l'Église liégeoise accusée du péché de simonie. Gislebert précise alors que le synode n'a pas lieu comme d'habitude dans la cathédrale en pleine reconstruction - elle sera achevée le 7 septembre 1189 - mais in palatio episcopi où une foule importante de clercs se presse, soit près de 2 000 environ selon la même source. Lorsque plus tard, il cite Raoul de Zähringen parmi les fils du comte Conrad de Zähringen, il ne rappelle qu'un seul fait illustrant son règne d'un quart de siècle : Hic Rodolphus magnum et decorum in Leodio construxit palatium.
Ce grand et beau palais qu'il construisit à Liège, Raoul de Zähringen devait bientôt l'abandonner pour ne pas le revoir, suivant son suzerain, l'empereur Frédéric Barberousse qui trouvera la mort en 1190 à la Troisième croisade et revenant épuisé pour décéder dans sa Souabe natale. Le palais avait donc été reconstruit en près de deux ans. Il n'en reste pas moins que ce fut une construction importante. Lothaire de Hochstaden va y rencontrer l'empereur Henri VI en 1192 et en 1212, Henri Ier, duc de Brabant y loge sa suite armée et au matin entend la messe dans la chapelle épiscopale.

#### Le palais roman et ses additions gothiques

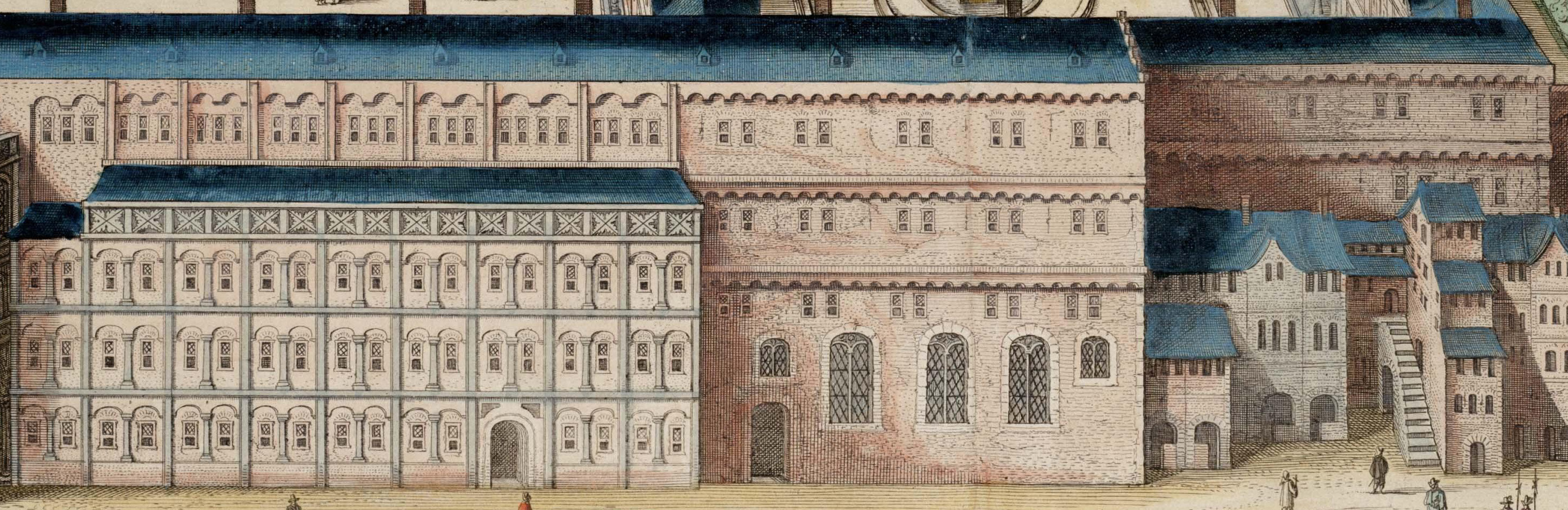
Palais épiscopal : façade méridionale romane en 1649, avant l'incendie de 1734

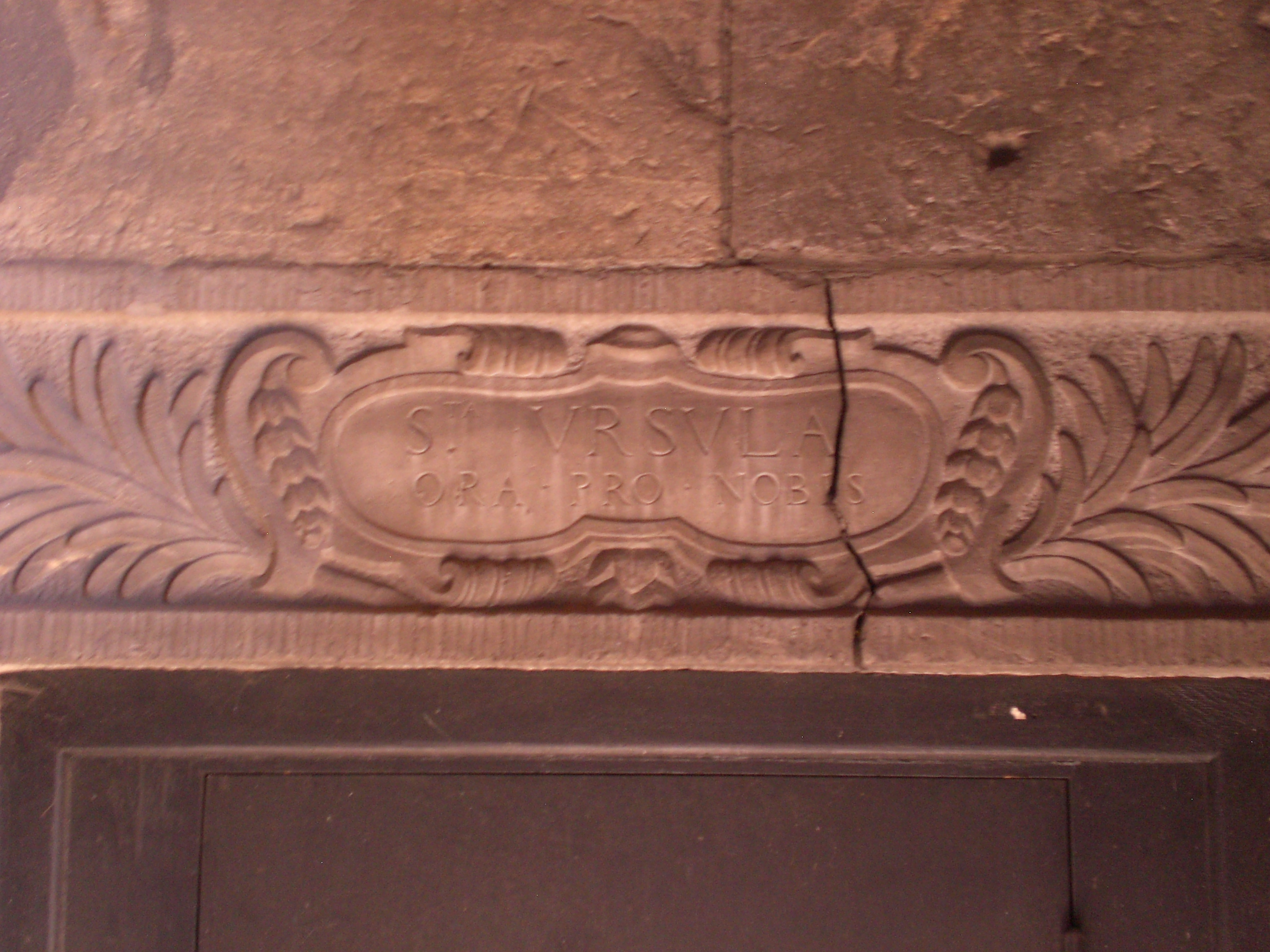
Portail de Sainte-Ursule, porche du palais des princes-évêques

La gravure de Johan Blaeu va montrer la façade méridionale romane qui sera détruite par l'incendie de 1734. Malgré quelques additions gothiques, on est, à première vue frappé par l'ensemble de l'unité de style roman. Des arcatures règnent sous les toitures et sous chaque niveau, ainsi qu'au haut faîte qui clôture la troisième cour. Les bâtiments sont d'inégale hauteur et rythmés par des bandes lombardes qui contiennent des arcatures – comme les narthex de Saint-Barthélemy et de Saint-Jacques – et des petites fenêtres rectangulaires coupées à mi-hauteur. Le bâtiment avant montre de fins pilastres avec soubassement et chapiteaux. Dans la deuxième cour, deux bâtiments en retrait se succèdent : bande lombarde et pilastres disparaissent, Le premier est entièrement occupé par la chapelle domaniale du palais, dédiée à sainte Ursule. La chapelle particulière de l'évêque devait être proche. À droite de la chapelle Sainte-Ursule, un bâtiment a dû être construit en lieu et place de l'ancienne céarie où le prince engrangeait ses moissons.

##### Les tours
Des quatre tours rectangulaires aux angles de la première cour, trois subsistent encore en 1649. La tour Sud-Est qui domine la chapelle Sainte-Ursule s'était alors écroulée et ne fut pas relevée. Les deux tours occidentales vont disparaître lors de l'incendie de 1734. La dernière, celle du Nord-Est, fut démontée en 1766. Les vestiges d'une tour se trouvent encore dans le grenier de l'actuel palais.

##### Les donjons
Au-delà des tours, s'élevaient deux robustes donjons. Le premier, qui servait jadis de porte de l'enceinte notgérienne dominait le potager de monseigneur[Qui ?], qui s'étendait à l'Ouest du palais jusqu'au degré de Saint-Pierre. Dans ce donjon, l'officialité tenait ses prisonniers en geôles. L'autre se dressait à l'angle Nord-Est de la troisième cour du palais, entièrement clôturée de hauts murs. C'était là le jardin d'agrément du Prince-évêque. C'était également là que le peuple se rassemblait en palais  au son d'une grosse cloche. Cette grosse tour ronde était coiffée d'un haut clocher conique, sommé d'un épi orné d'un globe doré. Le peintre van Eyck avait exactement noté ces derniers détails dans la description qu'il fit du centre de la cité dans la deuxième décennie du XVe siècle.

##### Le portail
Un nouveau portail sur cette façade est édifié par Jean de Heinsberg en 1449.

#### Fonction et évolution du palais épiscopal

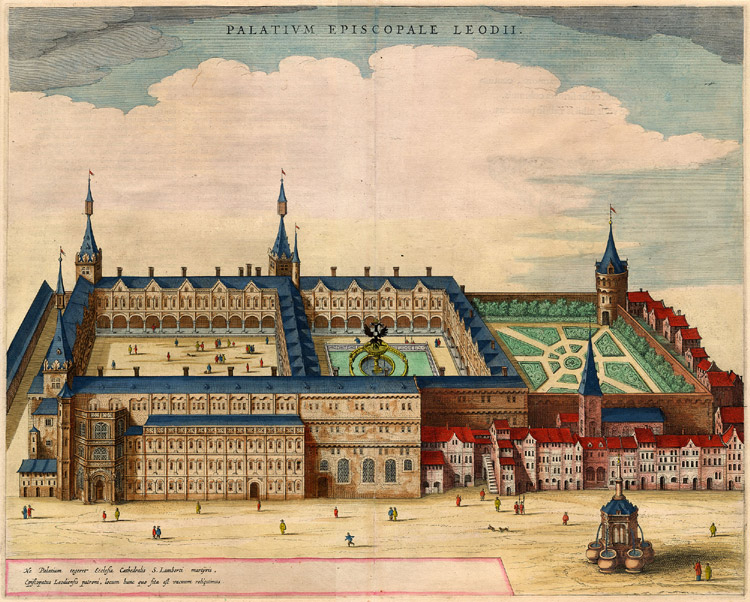
Palais épiscopal de Liège en 1649

Toute urbaine qu'elle était, cette résidence épiscopale n'a que lentement rompu avec son passé campagnard. Comme tous les châteaux de l'époque, le palais de Liège conservait une forte odeur de fumier, des écuries et du chenil. Des poissons nageaient dans son vivier, Ses caves contenaient des tonneaux de vins et des viandes séchées, ses greniers, du grain. Dans la charte de 1196, Albert de Cuyck s'était réservé le monopole de vendre avant le carême ses viandes séchées et à Pâques son vin, et enfin à la Saint-Jean, le 24 juin, son grain.

##### Les moulins
Ces grains étaient broyés dans deux moulins tout proches, que faisait tourner la Légia. Le moulin au cheneau se trouvait derrière Saint-Pierre, derriere le jardin de monseigneur, et l'autre, le moulin au bra s'élevait non loin de la céarie (halle aux draps), au fond et à gauche d'une ruelle donnant sur le Marché face à la petite église Saint-Michel in foro (ou Sur-le-Marché). D'un moulin à l'autre un bras de la Légia traversait les deux cours du Palais, servant d'abreuvoir aux lavandières, palefreniers et cuisinières, avant de continuer son cours à travers le Marché et au-delà. Ces moulins banaux vont être cédés au Chapitre de Saint-Lambert, qui va les louer à divers exploitants.

##### Développement des commerces
Ce rôle de centre domanial va s'atténuer alors que dans la cité, l'artisanat, le commerce, la circulation monétaire va prendre de plus en plus d'importance. Vers la fin du XIIIe siècle, la céarie sera partagée en deux halles superposées, les scohiers ou pelletiers occupèrent le rez-de-chaussée, les drapiers l'étage supérieur.
D'autre part les boutiques vont s'entasser face aux façades du palais, rue Sainte-Ursule, sur le vieux Marché enserré entre le palais et la cathédrale où se déroulaient les duels judiciaires. Adolphe de La Marck, en 1343, fit construire une galerie haute entre le palais et la cathédrale. C'est en 1449< que Jean de Heinsberg fit construire le portail gothique que l'on voit sur la carte de Johan Blaeu, il fit aussi bâtir de vastes écuries.

#### La fin du palais de Heinsberg
Les guerres d'indépendance contre les ducs de Bourgogne de 1465 à 1468, l'occupation bourguignonne de 1467 à 1477, la guerre civile de 1482 à 1492 vont fortement dégrader le palais et le dernier évêque du Moyen Âge, Jean de Hornes, cessera d'y résider. En novembre 1505, le feu prend dans les écuries, et le nouvel évêque Érard de La Marck devra mettre vingt ans pour reconstruire quasi intégralement la principale résidence des évêques de Liège, Sylvain Balau, Chroniques liégeoises, p. 575, t. 1, Bruxelles, 1913.

### Le Palais d'Érard de la Marck

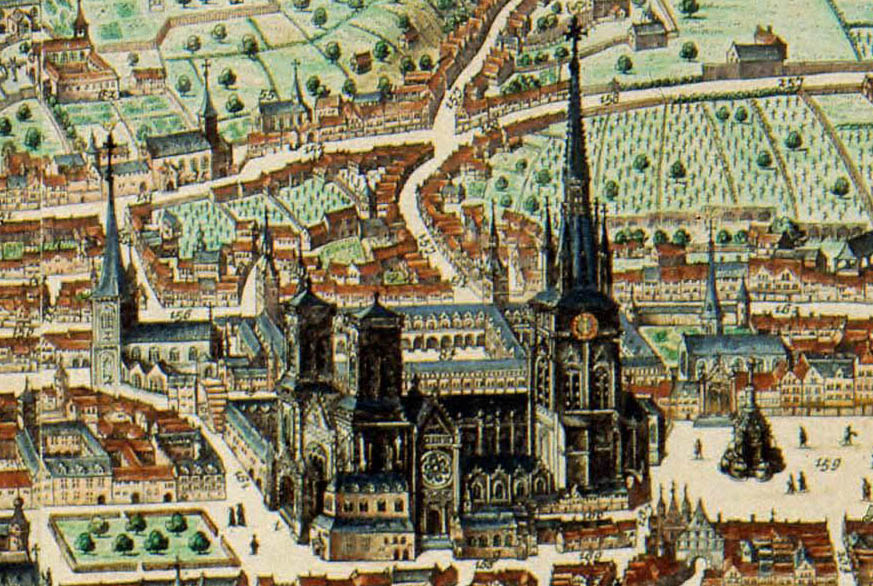
Situation du palais derrière la Cathédrale

|                                                            |  |  |
| Château de Blois, aile Louis XII et Cour d'honneur à Liège |  |  |

#### Érard de la Marck, prince-évêque, mécène et grand voyageur
En 1508, Érard de La Marck, 55e évêque de Liège, fit poser les fondations du palais actuel, qui fut terminé seulement au bout de 32 ans.
Lorsque l'évêque de Liège commença à bâtir ce palais, il était dans l'âge où l'on conçoit de grandes entreprises, et où l'on a l'énergie nécessaire pour les mettre à exécution ; il n'avait que 36 ans. Érard de La Marck était un homme d'intelligence ; il était généreux et passionné pour les sciences et les arts et ceux qui les cultivaient. En cela, il suivait l'exemple de ses contemporains Léon X et François Ier. Il appela à Liège le célèbre Érasme, et fournit à Lambert Sutermann (Lambert Lombard), le grand peintre liégeois, les moyens de voyager en Italie, pour y étudier les chefs-d'œuvre des maîtres et développer son talent.
Il était tout naturel qu'un homme comme Érard de La Marck portât aussi son attention sur l'architecture ; il releva les murailles de la ville et les munit de bastions, pour mettre Liège à l'abri des incursions des étrangers. Il était dans l'ordre qu'un prélat aussi important pense à élever un palais digne de sa charge et de sa ville ; la partie qui en reste peut nous faire présumer sa grandeur et sa somptuosité. En l'année 1577, la reine Marguerite de Valois, femme de Henri IV, pendant un voyage qu'elle faisait dans les Pays-Bas, visita aussi Liège ; voici sa description du palais :

« L'evesque m'ayant receuë sortant de mon batteau, me conduisit en son plus beau palais d'où il s'estoit delogé pour me loger, qui est, pour une maison de ville, le plus beau et le plus commode qui se puisse voir, ayant plusieurs belles fontaines et plusieurs jardins et galeries, le tout tant peint, tant doré, et accomodé avec tant de marbre, qu'il n'y a rien de plus magnifique et de plus délicieux »

— Mémoires de Marguerite de Valois, reine de France et de Navarre
Pour avoir frappé à ce point une princesse française, habituée aux richesses des palais de Fontainebleau, de Blois, d'Amboise et de Rambouillet, il fallait que le palais de l'évêque de Liège soit vraiment devenu magnifique ; mais c'est en vain que l'on cherchera aujourd'hui cette magnificence. Les jardins sont détruits, les fontaines n'existent plus, les galeries n'offrent plus de peintures, et les marbres ont disparu : les belles galeries sont encombrées dès le XVIIIe siècle d'échoppes et de marchands ; dans les appartements du prince-évêque seront installés les différents tribunaux, les archives et même une prison pour femmes, etc. La façade aussi va disparaitre ; celle qui est située sur la place Saint-Lambert a été élevée en 1734, à la suite d'un grand incendie qui détruisit la façade primitive. Le cardinal Érard de La Marck mourra le 18 mars 1538, deux ans avant le complet achèvement du palais qu'il avait commencé lui-même.

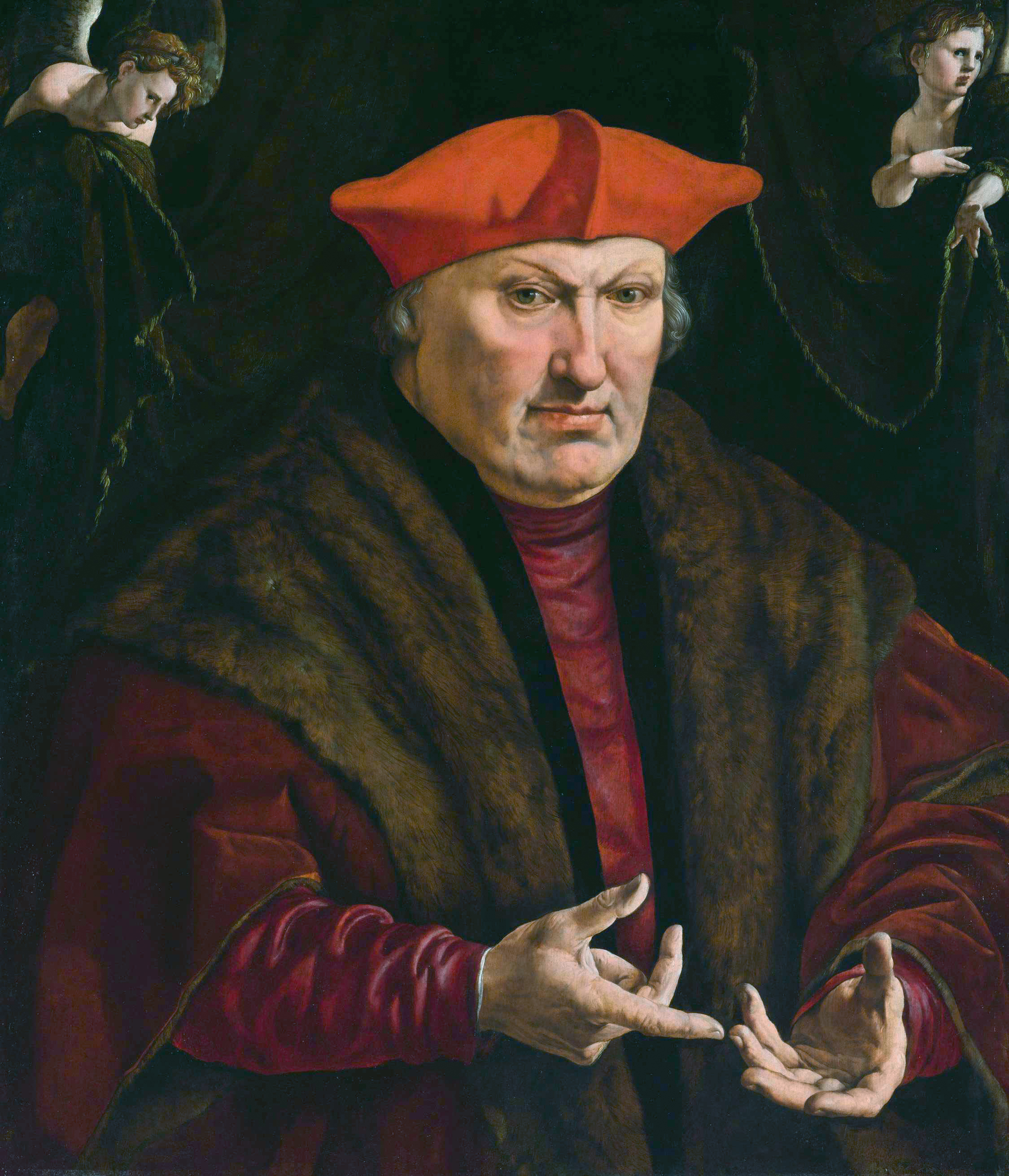
Érard de La Marck. Œuvre réalisée par Jan Cornelisz Vermeyen et exposée au Rijksmuseum d'Amsterdam. Érard de La Marck a son geste d'orateur, la main tendue vers l'avant, la paume relevée et les doigts mobiles, dans une mimique démonstrative, le geste dérivant du raisonnement scolastique, témoignage du savoir, comme s'il énumérait les points précis comme l'aurait fait Érasme, l'index de la main droite va frapper l'annulaire : il en est au quarto de son exposé,.

##### Mécène

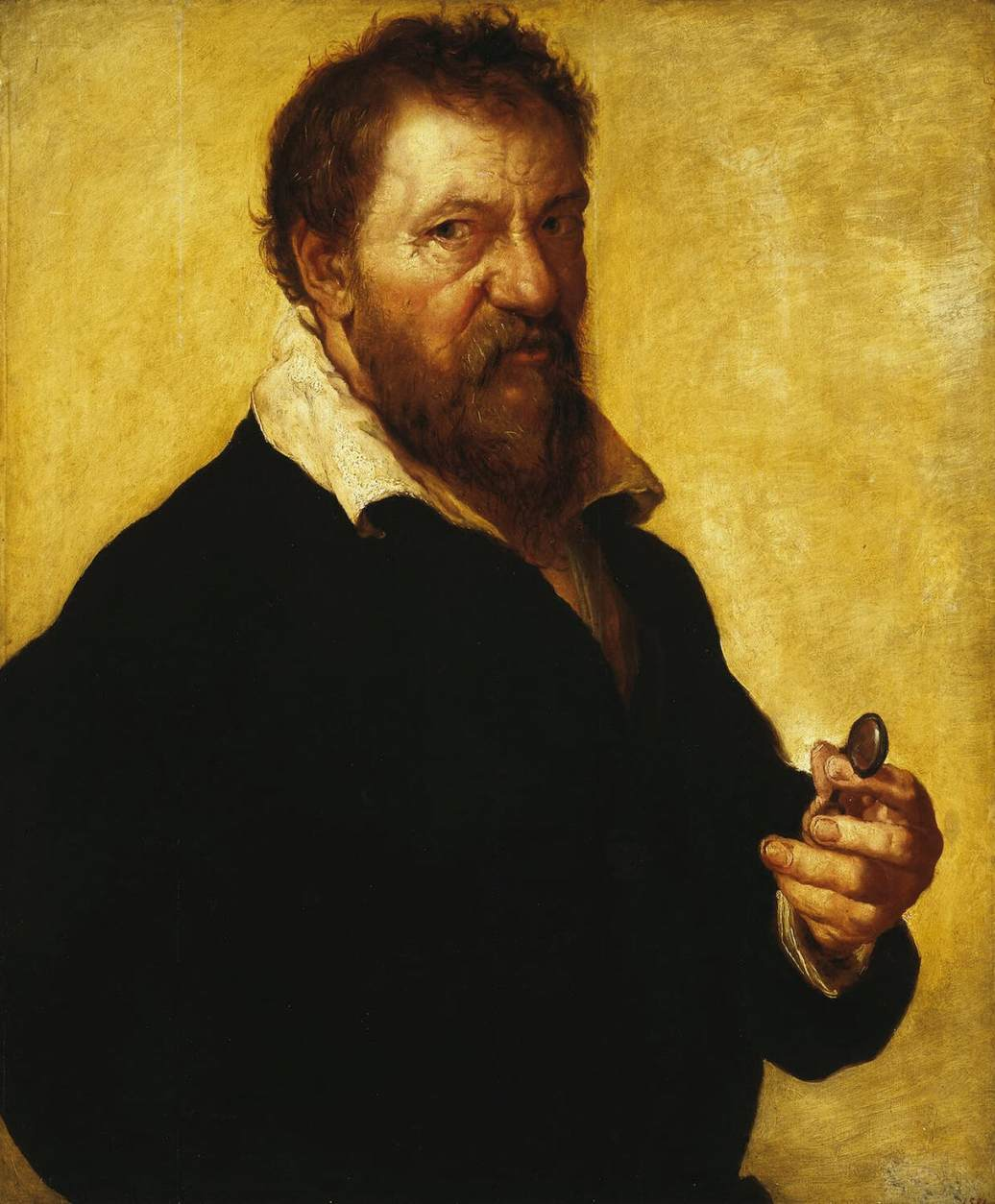
Lambert Lombard

Érard de La Marck accorda également à Lambert Lombard (1505 - 1566), son peintre en titre dès 1532, une protection particulière. Il le chargea notamment d'acquérir en Italie des œuvres d'art destinées à orner le palais qui devait être achevé avant 1536. Il avait également un grand intérêt pour la tapisserie. Il avait à Liège, depuis 1533 douze séries réparties en septante tapisseries. Parmi les sujets traités, outre les scènes de l'ancien et du nouveau testament, des sujets antiques et des sujets modernes relatifs aux voyages de découvertes de l'époque. Il était également passionné par le vitrail et le mobilier.

##### Grand voyageur
Les itinéraires de ce grand voyageur vont certainement avoir une influence sur l'agencement et la décoration du palais. Voici ses itinéraires principaux, les petits voyages très fréquents à Bruxelles, Malines, Anvers, Lille, Cambrai, Valenciennes, Maastricht, Sedan, n'étant pas notés :
- 1485 : Cologne
- 1503 : Rome
- 1505 : Paris
- 1506 : Blois avec le roi Louis XII
- 1507 : longtemps en France
- 1509 : Bourges, Lyon, Agnadel, Peschiera, Crémone, Milan, Cologne
- 1510 : Metz, Vigny chez Georges d'Amboise, Tours
- 1511 : Blois, Grenoble, Lyon
- 1514 : Saint-Germain, Paris, Beauvais, Saint-Denis
- 1515 : Paris, Reims avec François Ier
- 1517 : dernier voyage en France
- 1519 : Mayence, Francfort
- 1520 : Cologne, Aix-la-Chapelle, Worms
- 1521 : Worms, Mayence - Augsbourg, Essling, Cologne

#### La construction du palais

##### Similitude et originalité
Malgré de nombreuses transformations, le palais va garder son ordonnance. Toute la construction est axée sur les deux cours se faisant suite dans un axe longitudinal et dessinant, aujourd'hui encore un vaste quadrilatère. Il faut probablement faire appel aux châteaux de France et aux palais italiens et allemands qu'Érard de La Marck a pu visiter ou habiter.

##### Filiation générale

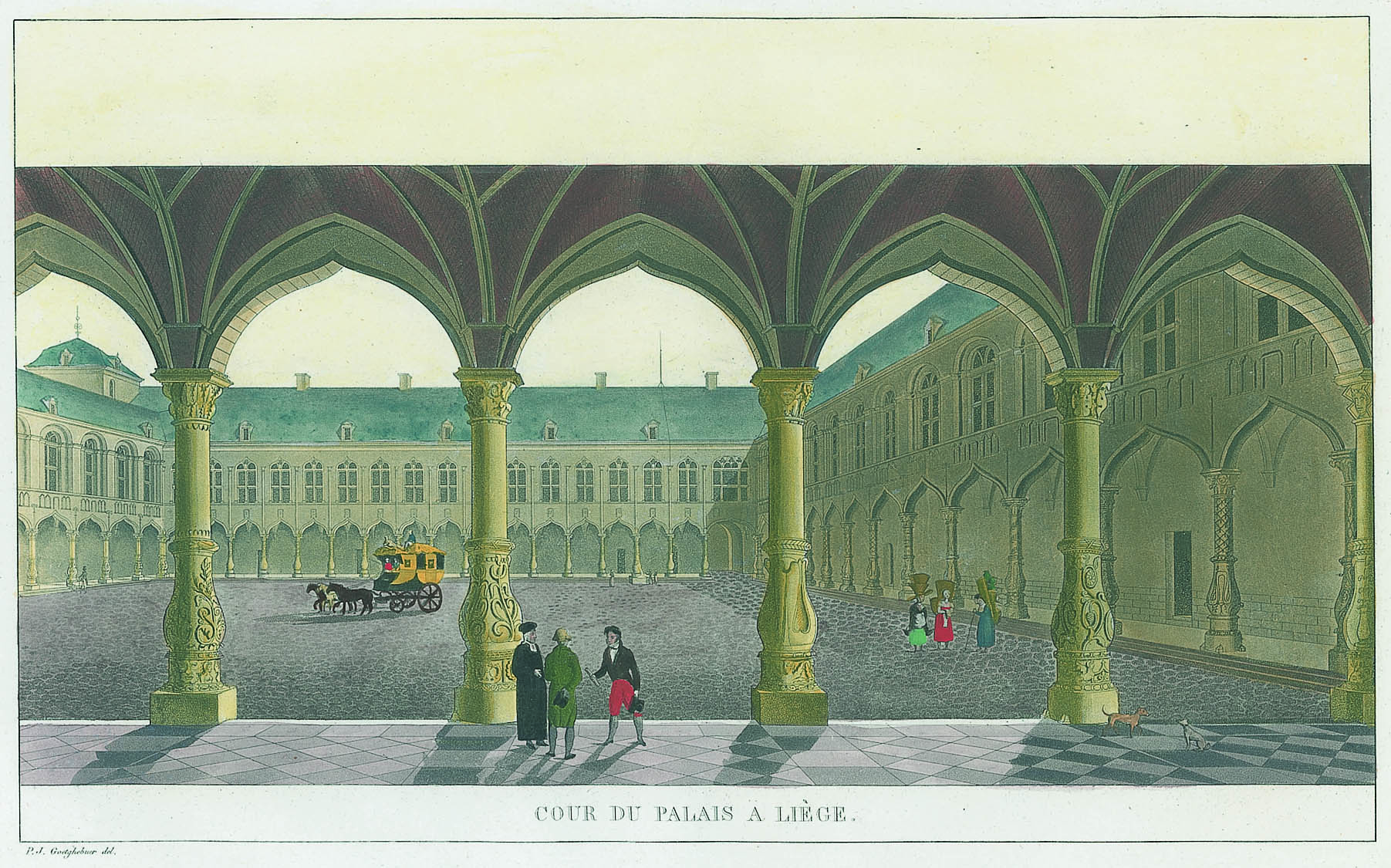
Cour d'honneur en 1845

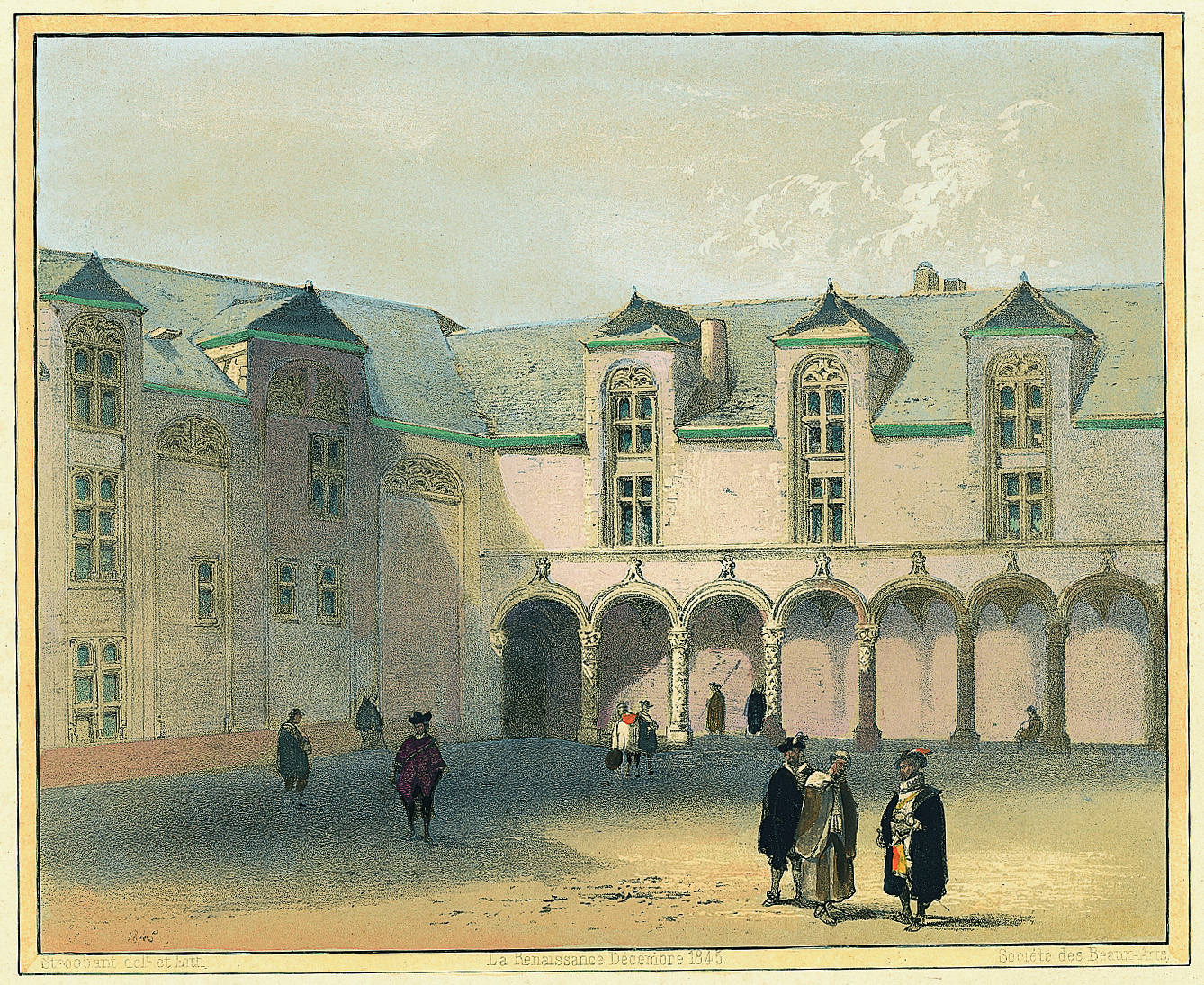
Seconde cour en 1845

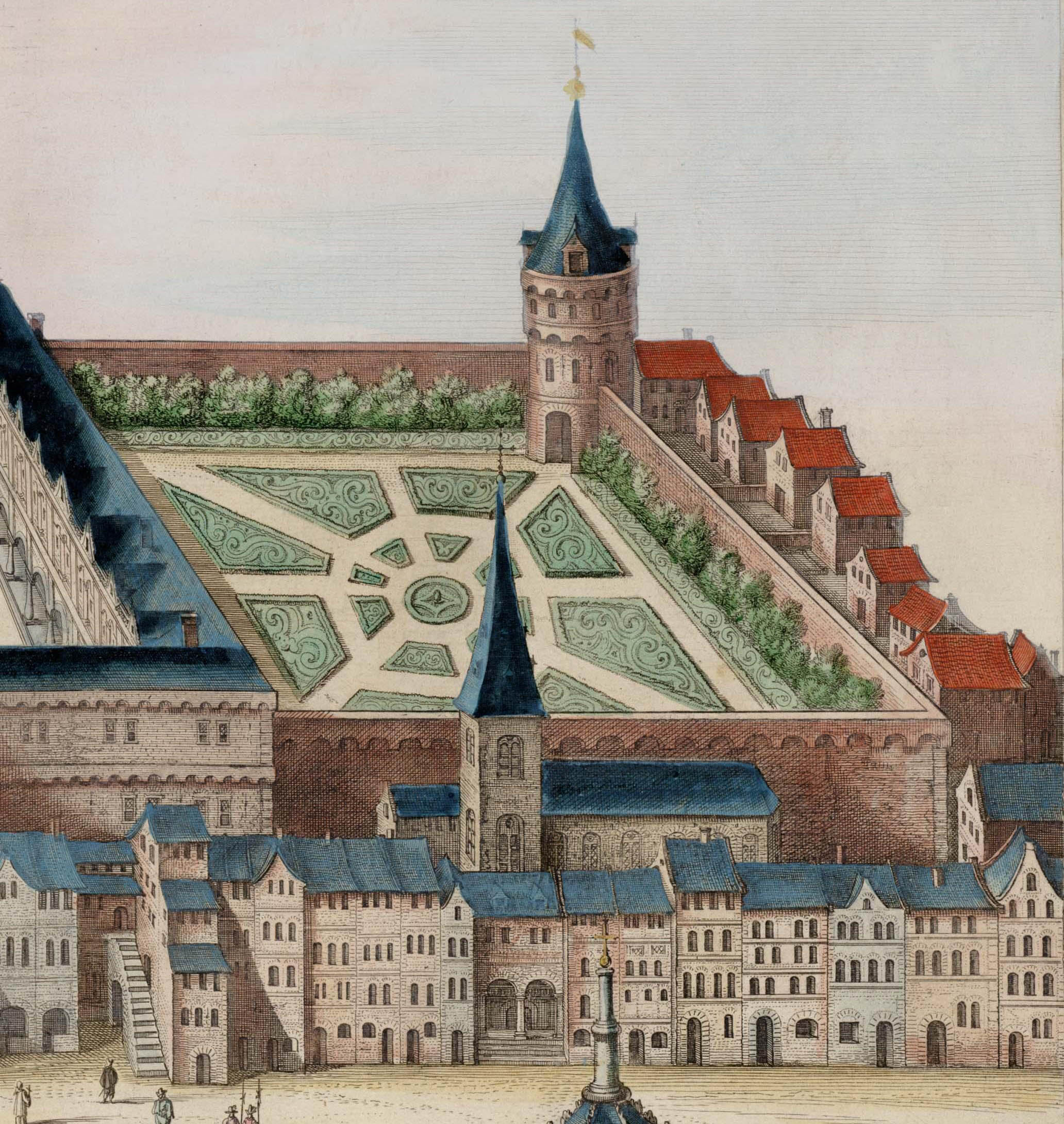
Troisième cour en 1649.

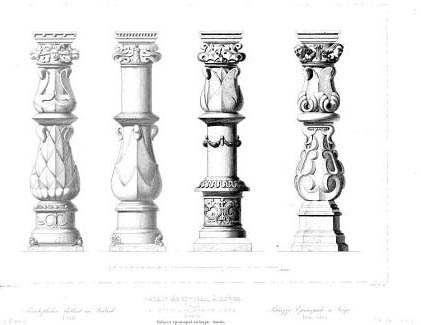
Cour d'honneur : les colonnes étranges

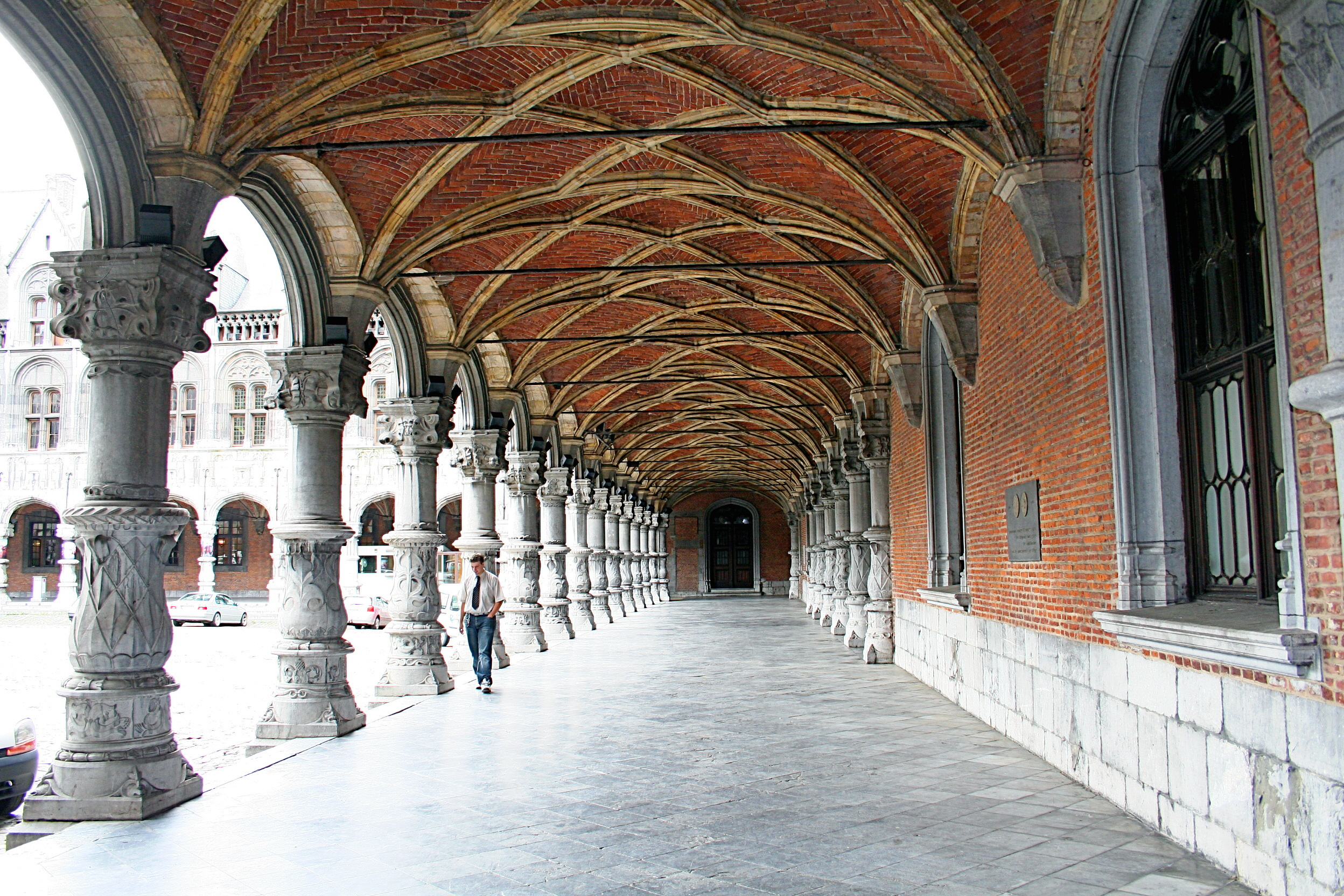
Cour d'honneur : péristyle de 60 colonnes

Tous les monuments de la Renaissance portent, à peu d'exceptions près, un cachet de similitude qui laisse facilement deviner leur origine commune, l'étude des monuments antiques, et l'application de leurs principes aux édifices nouveaux. C'est ce que nous prouve l'architecture des XIVe et XVe siècles en Italie, celle du XVIe en France et en Allemagne, comme aussi la renaissance espagnole. L’Angleterre reste de côté ici ; les Romains y avaient peu pratiqué l'art de bâtir des monuments publics, et à l'époque où tous les autres peuples de l'Europe retournaient aux traditions antiques en fait d'art, l'Angleterre se créa une renaissance particulière, appelée le style Tudor par les antiquaires anglais, et qui commence au règne de Henri VIII, vers 1509, pour durer jusqu'au milieu du XVIe siècle, où le style d’Élisabeth devait enfin le remplacer et refouler à jamais l'ogive et son système.
Parmi les monuments qui font exception à cette règle générale, on doit ranger le palais épiscopal de Liège. Il est fort remarquable par l'originalité de son style et l'étrangeté de plusieurs de ses détails. Il est le seul et unique de son genre, et réunit en lui des réminiscences de l'architecture du XVe siècle de la France et quelques détails de l'architecture Tudor. Placé dans une contrée qui touche à la France, dont les côtes regardent pour ainsi dire celles de l'Angleterre, et à l'Orient, ayant pour limites l'Allemagne, le palais épiscopal de Liège semble réunir en partie le style contemporain de ces trois pays. On y voit l'élégance française, la tristesse et la monotonie anglaises, et le goût tant soit peu surchargé d'ornementation de l'Allemagne.

##### Le plan de Léonard de Vinci
Le plan du palais liégeois correspond assez exactement à celui dressé par Léonard de Vinci pour une construction qu'il dénommait il palazzo del principe connu pour être comparé au projet de château de Romorantin de François Ier. Il n'est pas impossible qu'Érard de La Marck ait été au courant de ces travaux. Le plan et les dessins démontrent la présence de deux cours dont la seconde est légèrement oblongue et placée dans le même axe longitudinal, l'existence dans la deuxième cour de deux galeries de colonnes et d'un bassin circulaire. Enfin le dessin d'une vue d'ensemble montre les emplacement des tours carrées que l'on retrouve sur la gravure de Johannes Blaeu.

##### L'aile Louis XII du château de Blois

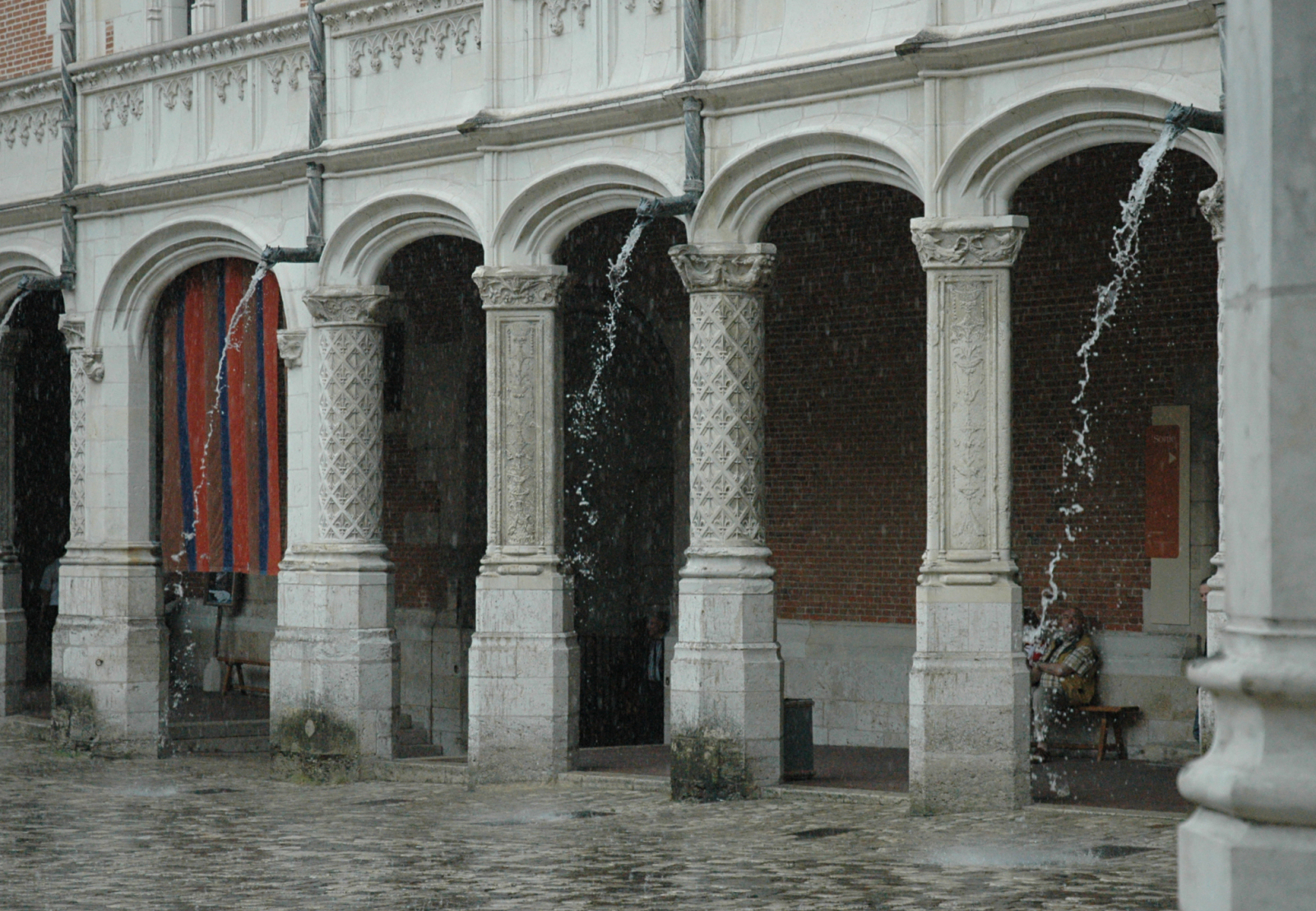
Château de Blois, aile Louis XII

D'autres similitudes doivent être recherchées entre le palais liégeois et l'aile Louis XII du château de Blois où pour l'essentiel l'italianisme est encore fort limité dans ce château de style gothique. L'ordonnance générale et les proportions des trois éléments principaux : un rez-de-chaussée formant une galerie, un étage à fenêtre à meneaux, et une haute toiture dont les lucarnes se dégagent pour devenir un élément essentiel de la décoration.

##### Un étrange architecte
L'architecte inconnu de cet édifice avait une grande fécondité d'imagination, des idées fantastiques, qu'il a peut-être encore nourries par la lecture des récits des voyages et des descriptions du chevalier Jean de Mandeville, qui, après avoir parcouru les trois parties du monde connues alors, revint écrire ses impressions de voyage à Liège, où il mourut en 1372. Quant au goût de notre architecte, nous ne pouvons dire qu'il fut des meilleurs ni des plus nobles. Son œuvre est lourde, massive, boiteuse, désagréable à l'œil, qui aime l'harmonie et la noblesse. Ajoutez encore qu'indépendamment de ces réminiscences, on remarque dans la cour du palais de l'évêque de Liège des colonnes isolées de la conception la plus bizarre et la plus fantastique. Ces colonnes, d'un style si excentrique, ne trouvent pas la moindre analogie avec aucune de celles que l'on connaît en Europe. Elles ressemblent à quelques colonnes employées dans des monuments mexicains ou indiens, ce qui est quasi inexplicable.
Vers l'époque de la construction du monument, les marchandises asiatiques offertes aux nations septentrionales de l'Europe étaient amenées à Anvers sur des vaisseaux portugais arrivant de l'Inde. Le commerce venait prendre en échange les productions des grandes manufactures des Pays-Bas. Liège était alors réputé pour ses draps, ses fers, sa taillanderie et sa chaudronnerie. L'architecte du palais épiscopal se serait trouvé en relation avec des navigateurs portugais, amateurs d'art, qui lui auraient raconté ou rapporté des dessins de ce qu'ils avaient vu en Inde ou au Mexique, et qui lui auraient indiqué comment étaient faites certaines colonnes de monuments qu'ils auraient vues dans ce pays.

##### Le maître d'œuvre Arnold van Mulken
Les travaux commencèrent en 1526 et avancèrent rapidement puisqu'une partie des bâtiments est mise à la disposition du prince et de son entourage dès 1533. À ce moment les cheminées sont déjà installées. Le pavement de la cour principale sur toute son étendue entre les quatre galeries, est achevé l'année suivante. Ce contrat de l'an de grâce 1534 cite le nom du constructeur du palais : Arnold van Mulken. Ce genre de travaux ne s'effectue que lorsque les charrois importants sont achevés. Les travaux de parachèvement sont donc effectués jusqu'en 1536. Érard de La Marck n'eut probablement pas à sa disposition des architectes ou des artistes ramenés d'outre-mont et susceptibles de faire progresser à Liège les principes constructifs de la Renaissance. Aucune autre source ne cite que le maître d'œuvre Art van Mulkim sur qui le dignitaire dû certainement compter. Venu de Tongres à Liège, celui-ci avait achevé, entre 1520 et 1525, le chœur de la collégiale Saint-Martin en gothique sévère, et poursuivait, depuis 1513, la réédification de l'abbatiale Saint-Jacques dans le style orné du gothique flamboyant. Il est probable que van Mulken aurait persévéré dans cette voie si Érard de La Marck n'avait pas donné ses directives. Le palais devait remplir des conditions que seul le prince-évêque pouvait fixer. Il devait notamment répondre à ses aspirations en matière d'architecture, étonnant ses contemporains. Les Liégeois virent donc apparaître, au palais, des éléments constructifs et des formes ornementales inconnues jusqu'alors.

##### La Cour d'honneur
C'est surtout la cour du palais épiscopal de Liège qui attire l'attention. Elle est rectangulaire, de 59 m de longueur sur 42 m de largeur, et entourée d'une galerie ouverte, formée de 56 colonnes et 4 piliers d'angle, composés d'un faisceau de pilastres et de colonnes, qui soutiennent 60 arcades. La galerie du pourtour a 5,60 m de largeur sur 6,50 m d'élévation. Les dessins que forment les nervures des voûtes de cette galerie apparaissent sur le plan. Trois compartiments d'angle diffèrent entre eux offrent une grande variété. Les nervures transversales de la voûte de la galerie ne forment pas, comme à la bourse d'Anvers, l'arc surbaissé. Dans le palais de Liège, c'est l'ogive qui est employée, mais le point de centre des deux arcs dont elle est composée se trouve beaucoup plus bas que la naissance de ces arcs, ce qui donne un effet bizarre. À la gauche du plan, la naissance des nervures de la voûte, qui s'élèvent au-dessus d'un dais ou sorte de console qui couronne le chapiteau à l'intérieur.
À la droite du plan, on voit un écusson. Il reproduit les armoiries de l'évêque fondateur, placées au-dessus et dans l'axe des arcades, à l'extérieur. Ces écussons étaient peints. Au-dessus du tailloir des colonnes du rez-de-chaussée à l'extérieur, s'élève une fine colonnette couronnée d'un chapiteau à feuillage et surmontée d'une petite statuette. Parmi les élégantes fenêtres du premier étage, l'on en voit couronnées de l'arc surbaissé, et d'autres qui se terminent par l'arc Tudor ou ogive surbaissée. En dessous de ces fenêtres et au-dessus des arcades, règne une partie pleine décorée d'une galerie aveugle, et contre laquelle sont appuyées les reins des voûtes.
Au 20° et 21° S., cette cour historique sert avant tout comme parking pour automobiles.

##### Le péristyle

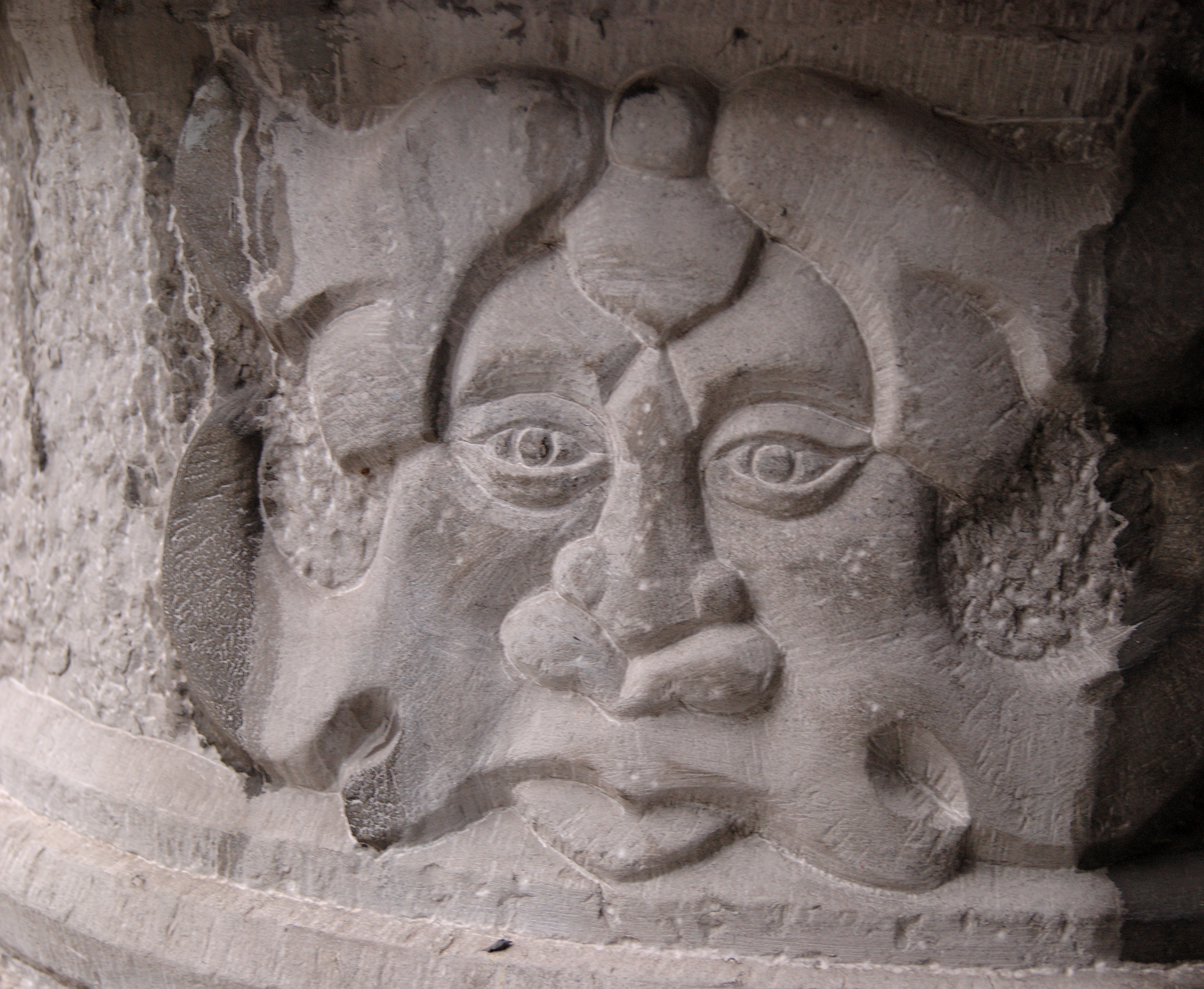
Cour d'honneur, détail des colonnes

Selon les premiers historiens d'art, le détail des colonnes mènerait, si on voulait le faire complet, à un petit volume, travail qui ne les ferait pas encore connaître d'une manière parfaite sans y ajouter leur photo. Elles sont toutes variées et de formes diverses. La plupart ressemblent à des balustres, d'autres sont surmontées d'un cippe et ornées d'acanthes, de feuilles aquatiques et de têtes et figures grotesques, etc. Elles ont quelque ressemblance, dans quelques-uns de leurs détails, avec les piédestaux du portail septentrional de la cathédrale de Chartres. Ces piédestaux sont les seuls de leur forme que nous connaissions dans l'architecture du Moyen Âge. Ils ont quelque chose de l'architecture de l'Inde, qu'on ne peut pas s'expliquer.

###### L'influence d'Érasme

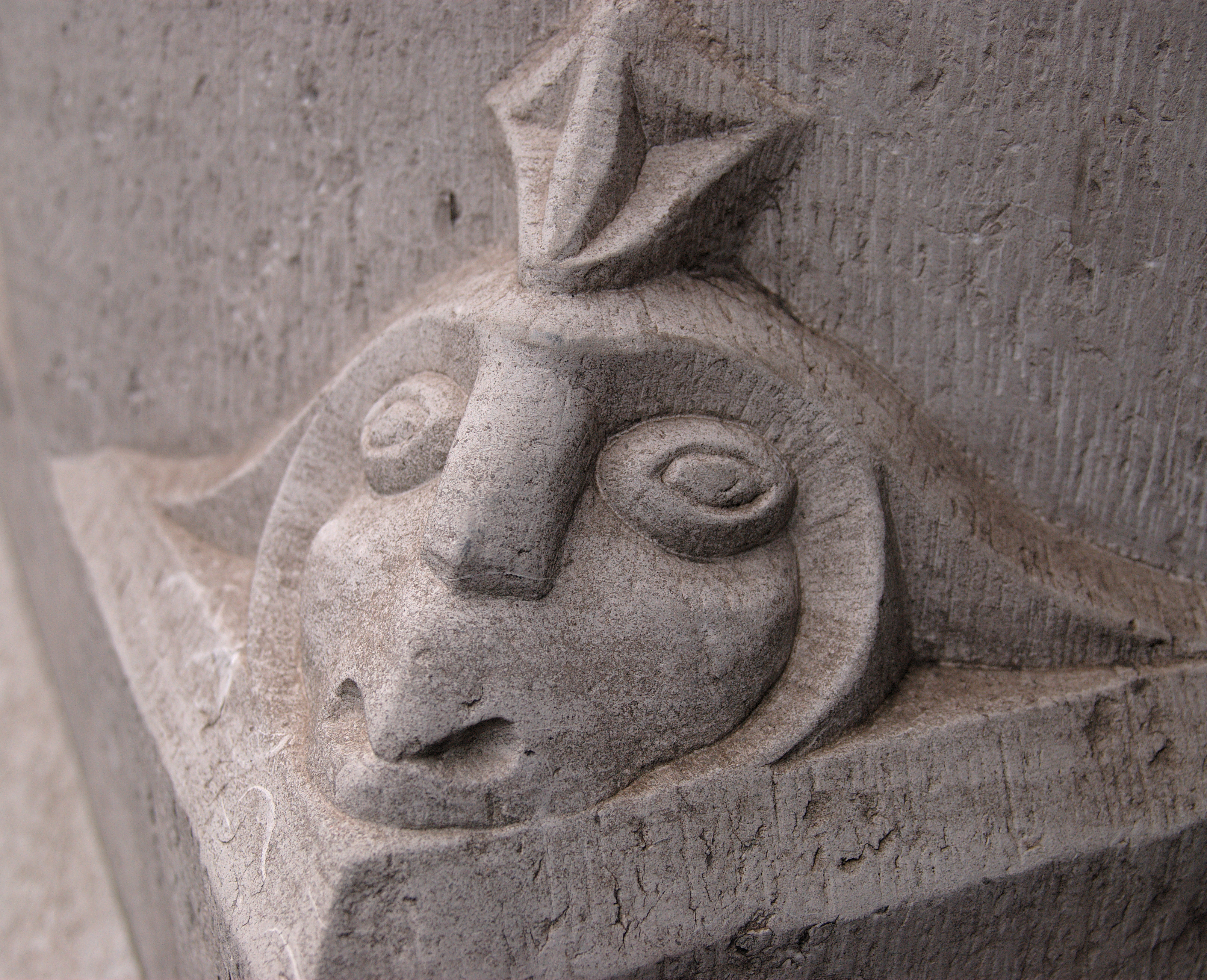
Cour d'honneur, détail des colonnes

Si dans l'ensemble le péristyle suggère une impression de parfaite unité, comment ne pas être frappé par l'étrange disparité des ornements recouvrant les colonnes, le caractère insolite du décor sculpté qui donne malgré tout une impression de grand équilibre. Correspondant avec Érasme, Érard de La Marck a probablement voulu symboliser son ouvrage majeur…
Les sculpteurs qui conçurent ces puissants étais d'un art robuste, parfois rude et naïf de la première cour semblent s'être souciés de les attacher fortement au sol, quitte à leur conférer une certaine lourdeur d'aspect. Cette forme bulbeuse qui se resserrant vers le haut des colonnes, très caractéristique est unique dans le Pays de Liège et absolument neuve pour l'époque. Les fûts sont formés d'une superposition d'éléments, absolument distincts et presque indépendants les uns des autres. Autrement dit, ils ne sont pas homogènes, leur conférant une silhouette insolite et nettement anticlassique. Philippe de Hurges les croyait monolithiques : juxtaposées avec une incroyable précision, les joints ne sont peu ou pas visibles. À l'extrémité Est de la galerie septentrionale, neuf socles des soixante font exception à la règle; ils sont de formes quadrangulaires, s'apparentant aux piédestaux d'ordre toscan de l'Antiquité classique. Cette exception faite, il en résulte que les chapiteaux du palais de Liège n'ont rien de commun avec l'Antiquité tels que repris dans l'art de la Renaissance classique en Italie. Il semble malgré tout que cette influence soit italienne.
Si dans l'ensemble le péristyle suggère une impression de parfaite unité, comment ne pas être frappé par l'étrange disparité des ornements recouvrant les colonnes, le caractère insolite du décor sculpté. Mais si cet effet est parfaitement valable pour les magnifiques jeux de perspectives des galeries, la fantaisie seule va prendre le dessus dès que l'on détaille les compromis capricieux de ces soixante colonnes. Si le décor utilise fleurs et fruits, on trouve rapidement des figures souriantes, un mule féroce, des masques monstrueux qui semblent ricaner qui a première vue semblent hétéroclites. Pourtant il s'agit de figures humaines, figures essentielles du décor de tous les chapiteaux, puisque chacun d'eux en comporte au moins quatre, soit une par côté. Mais beaucoup de socles en sont également ornés. Si l'élément végétal des chapiteaux peut être directement rattaché à la période gothique par son relief accusé de feuille de chou, typique de la tradition médiévale, ces visages humains révèlent plutôt une référence à la Renaissance.

###### La nef des fous
Si ces visages grimaciers apparaissaient déjà au XVe siècle, leur multiplicité, présentée sous des traits fantasques et caricaturaux doit avoir une explication plus pointue ou particulière. On ne compte pas moins de 250 masques pour les seuls chapiteaux de la cour d'honneur. Et pourquoi dans la demeure d'un dignitaire de l'église retrouverait-on un programme aussi riche et aussi prolixe de masques d'ahuris, graves, niais ou hilares écarquillant les yeux sous un front cornu ou aux allures de faune, jamais présenté nulle part ailleurs à la Renaissance, et peu conforme à la tradition humaniste. On pourrait imaginer que les voyages du cardinal au-delà des Alpes ont pu influencer ce choix, mais dans la péninsule, le masque de la Renaissance reste attrayant et ne se veut pas caricatural ni monstrueux. Mais si ces masques sont curieusement entourés par des feuilles de choux, ils portent un chaperon symbole de leur condition. Au pied des colonnes, exploitées par les sculpteurs, des griffes semblent réaliser la transition entre le socle proprement dit de la colonne et sa plinthe carrée : sans être cachés par les éléments végétaux des chapiteaux, ces visages révèlent leurs longues oreilles pointues se détachant du chaperon qui leur enserre le visage. Il s'agit donc de fou de folie, d'un vaisseau de fou, comme le décrivait Sébastien Brant dans La nef des fous, ouvrage majeur de la fin du Moyen Âge et qui va servir de base à l'œuvre majeure d'un des plus grands humanistes de la Renaissance : l'éloge de la folie d'Érasme, qu'Érard de La Marck a rencontré à Blois et avec qui le prélat va entretenir une longue correspondance.

###### LaPorta della Rana

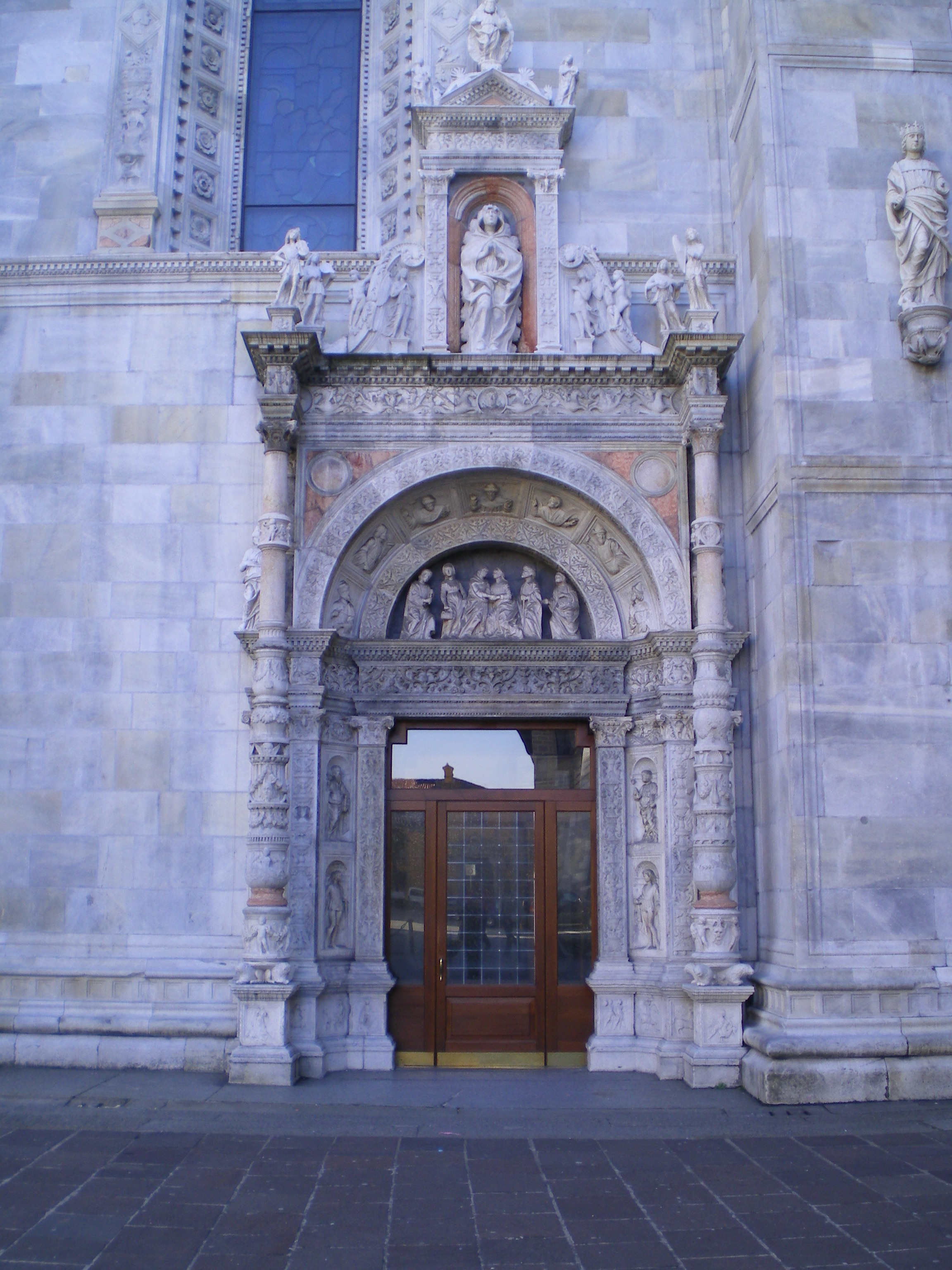
Cathédrale Santa Maria Assunta de Côme : Porta della Rana

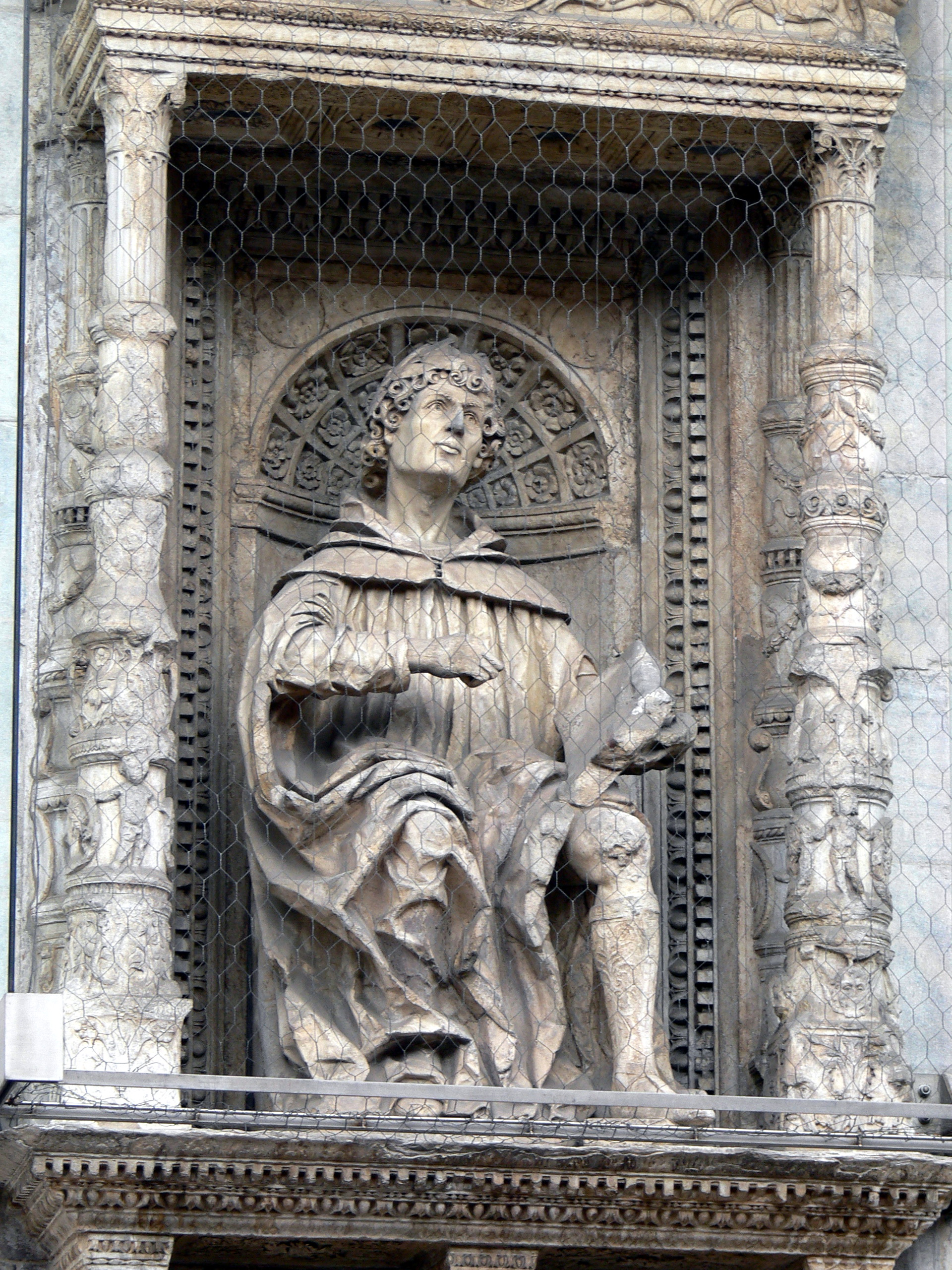
Cathédrale Santa Maria Assunta de Côme : Portail de Pline le Jeune

Les premiers historiens d'art ont imaginé voir cette influence dans la chartreuse de Pavie, mais il est difficile de rattacher cette source à la région mosane et comment elle aurait rayonné d'au-delà des Alpes vers la région liégeoise. Un autre édifice italien présente d'autres similitudes : la cathédrale Santa Maria Assunta de Côme et plus particulièrement le portail septentrional : la Porta della Rana présente les formes bulbeuses des colonnes du palais de Liège et qui juxtapose les pierres sans se soucier de leurs relations réciproques, comme si l'essentiel était décoratif et que le regard va immédiatement dissocier. Les Rodari, sculpteurs réputés, ont comme à Liège, eurent recours à des pièces en forme d'anneaux, bombés ou planes, pour séparer les éléments les uns des autres. Il semble également que les piédestaux de forme quadrangulaire soit reproduits à Liège. Les monuments commémoratifs sur la façade de la cathédrale dédiés à Pline l'Ancien et Pline le Jeune présentent les mêmes similitudes avec les sculptures de Liège sans toutefois déployer la dextérité des maîtres italiens.

### De la Renaissance à la fin de l'Ancien Régime

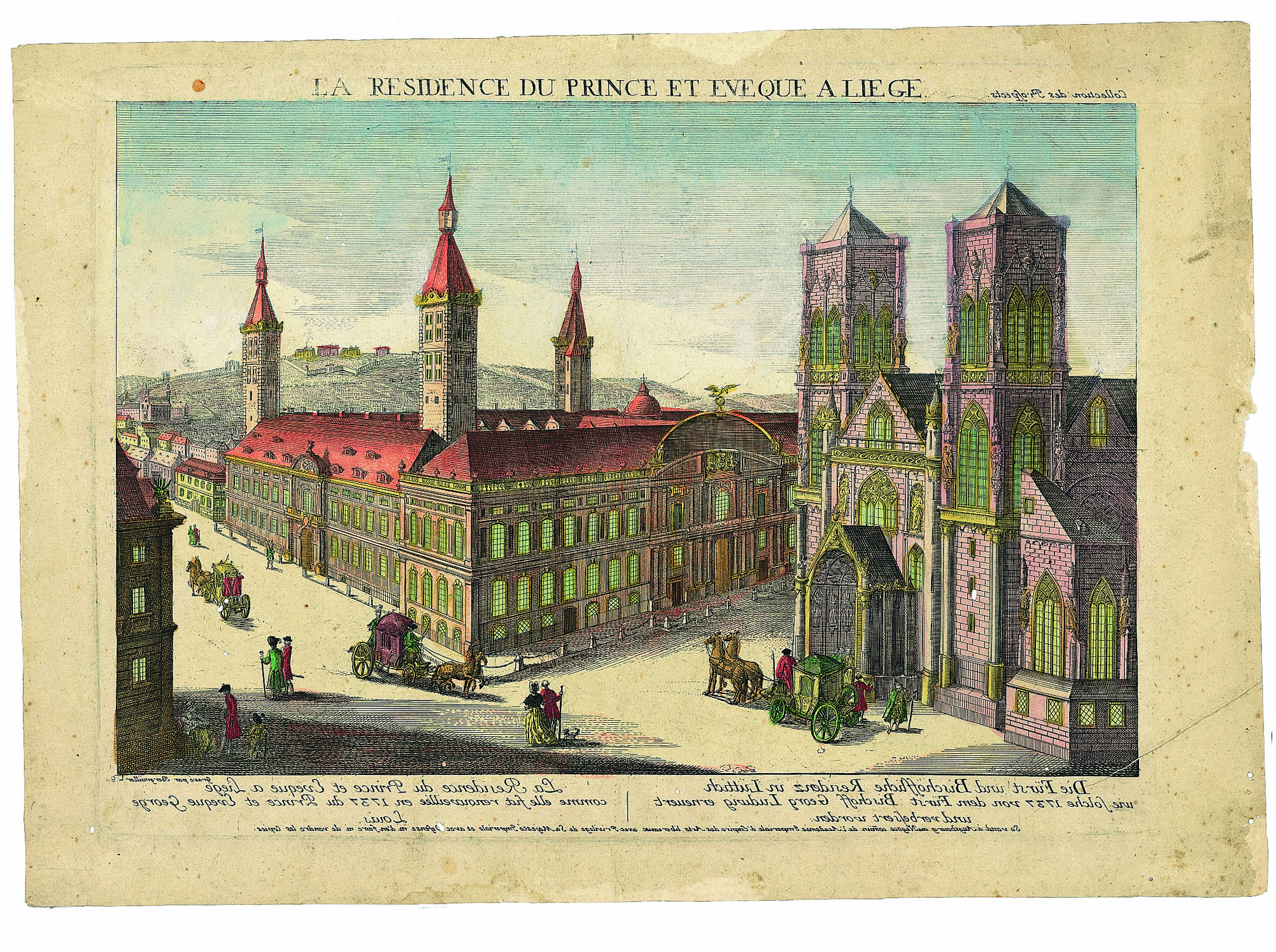
Palais des princes-évêques au XVIIIe siècle

#### Les Princes de Bavière

##### Le legs de la Renaissance

###### Gérard de Groesbeek
Gérard de Groesbeek sera le premier successeur d'Érard de La Marck à faire effectuer des travaux dont les traces sont conservées. C'est sous son règne que les voûtes de la première cour seront réparées. La galerie orientale porte des armoiries et un chronogramme confirmant cette réfection: ExeM pLo a groIsbeke tIbI praeVnte gerarDo (1568).
Les visiteurs étrangers, tel le florentin Guichardin, en 1567 et Marguerite de Valois dix ans plus tard, décrivent l'opulence du Palais qui allait bientôt devenir en titre la résidence des princes de la puissante maison de Bavière, qui va pendant 136 ans monopoliser le siège épiscopal de Liège.

###### Ernest de Bavière
Ernest de Bavière avait reçu en Bavière et en Italie une éducation soignée. Intelligent, courtois, curieux, il appréciait s'entourer de musiciens, d'érudits et de savants. Véritable Prince de la renaissance, il se passionne pour l'astrologie et les sciences en général, possédant même quelques instruments. Le cumul de ses dignités, archevêque de Cologne, évêque de Freising et de Hildesheim ne l'a pas empêcher de s'occuper des affaires liégeoises. Il avait acquis en 1584, une grande et discrète propriété en Outremeuse, l'Hôtel Porquin, où il aimait à se retirer. En 1603, il fit cadeau de cette maison à la Compagnie de la Miséricorde, pour y établir un hôpital qui pendant quatre siècles portera leur nom : l'Hôpital de Bavière. Au Palais, il se contente de restaurer les voûtes. L'aile Nord arbore son blason et son chronogramme: o DVX reXqVe e erneste LabantIa baVare fIrmas (1587).

###### Ferdinand de Bavière
Ferdinand de Bavière, neveu et successeur d'Ernest, était également nanti de nombreux bénéfices. Il était à la fois dévot, assez médiocre et autoritaire. Il eut le malheur de régner durant la guerre de Trente Ans (1618 - 1648), qui compliquait les affaires liégeoises, et fut sans cesse en conflit avec les métiers de la Cité. La paix, rétablie par les Traités de Westphalie en 1648, lui permit de tourner ses armes contre ses sujets, d'abroger l'ancien régime corporatif et de partager le pouvoir avec quelques grandes familles nobles ou bourgeoises. Pour maintenir les Liégeois dans l'obéissance, il fait édifier une citadelle sur les hauteurs de Sainte-Walburge. Ferdinand de Bavière ne résida pratiquement pas dans son palais liégeois et conserva l'aspect que lui avait donné Érard de La Marck. La description de 1615 de Philippe de Hurges est un témoignage pointu qui va noter les commerces logés sous la galerie de la première cour, les instruments de mathématiques d'Ernest de Bavière qui venait de décéder, et il s'étonne que les étages soient dépourvu d'eau courante, mais il s'extasie devant les fontaines de la seconde cour et l'opulence des appartements princiers.

#### L'apport du XVIIIe siècle

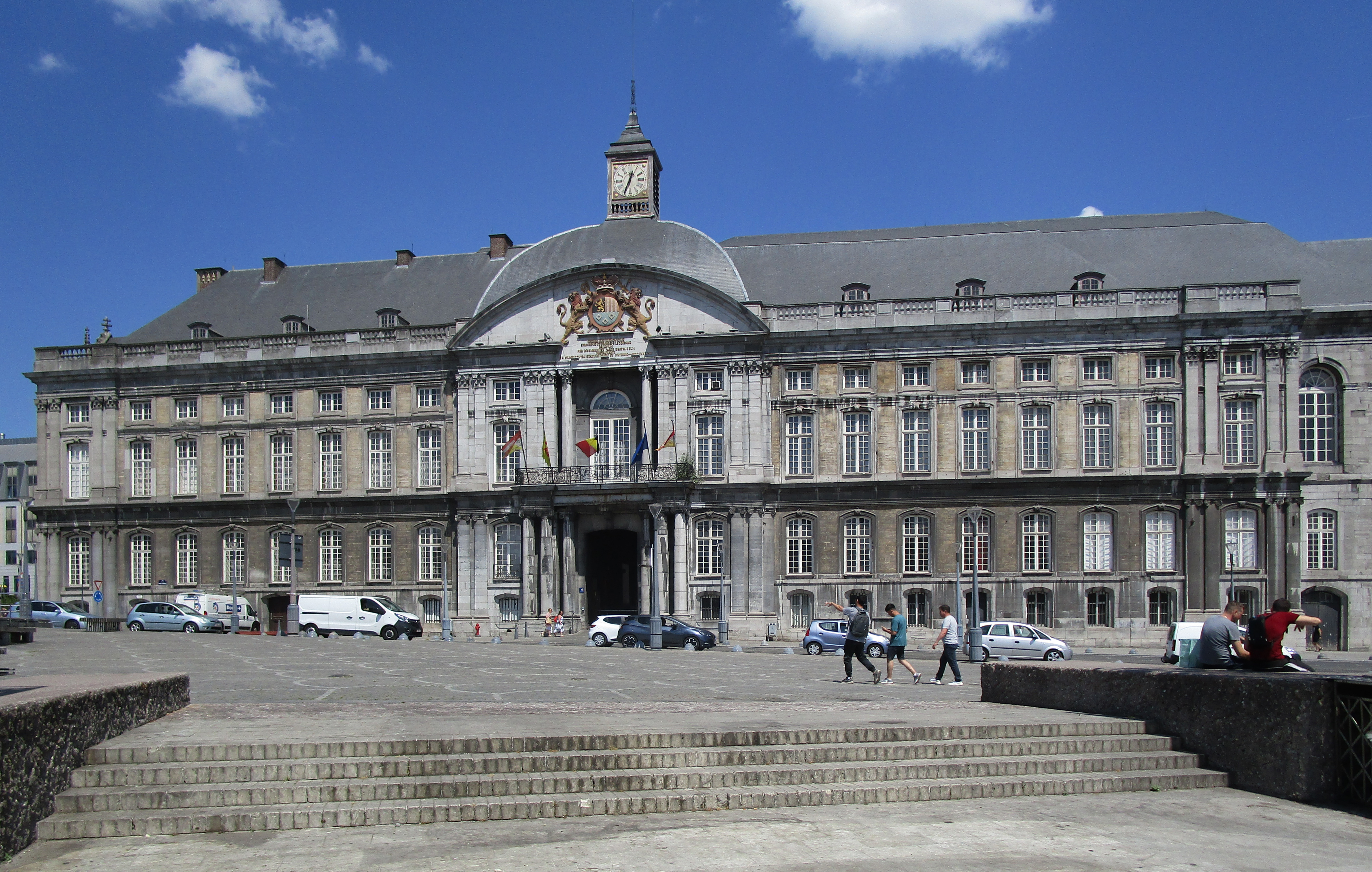
Façade du palais dès le XVIIIe siècle

#### De l'ancien au nouveau régime

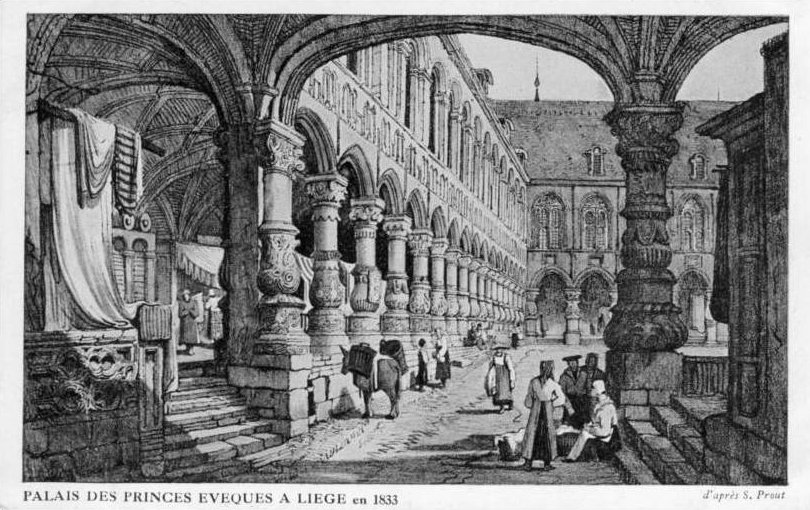
Entrée de la Cour d'honneur, 1833

### LeXIXesiècle

#### Le palais
Voici la description que donne Victor Hugo de la cour du palais des princes ecclésiastiques de Liège en 1840 :

« Ce grave édifice est aujourd’hui le palais de justice. Des boutiques de libraires et de bimbelotiers se sont installées sous toutes ses arcades. Un marché aux légumes se tient dans la cour. On voit les robes noires des praticiens affairés passer au milieu des grands paniers pleins de choux rouges et violets. Des groupes de marchandes flamandes réjouies et hargneuses jasent et se querellent devant chaque pilier ; des plaidoiries irritées sortent de toutes ces fenêtres ; et dans cette sombre cour, recueillie et silencieuse autrefois comme un cloître dont elle a la forme, se croise et se mêle perpétuellement aujourd’hui la double et intarissable parole de l’avocat et de la commère, le bavardage et le babil. »

— Victor Hugo, Le Rhin
.

#### Réunion du palais de justice et du palais provincial
Situé sur la place Notger, le palais néogothique adossé au palais des princes-évêques est construit par Jean-Charles Delsaux pour abriter l'administration de la province de Liège sans bâtiment depuis l'incendie du couvent des Bons-Enfants en 1845. Le roi Léopold Ier pose la première pierre du palais en 1849, celui-ci est achevé en 1853.
La décoration de la façade ouest du palais est envisagée dès le départ mais celle-ci ne fut réalisée que près de 30 ans plus tard pour des raisons financières.
La façade ne comporte pas moins de 42 statues, 19 bas-reliefs représentant des personnages et faits marquants de l'histoire de Liège, 29 blasons représentant les villes de la principauté de Liège et les 32 blasons des Corporations de Liège. Ces œuvres sont réalisées par 12 sculpteurs sous la conduite de Lambert Noppius. Parmi les sculpteurs, on trouve Jules Halkin, Léon Mignon, Mathieu et Alphonse de Tombay…

### LeXXesiècle

#### La grande guerre

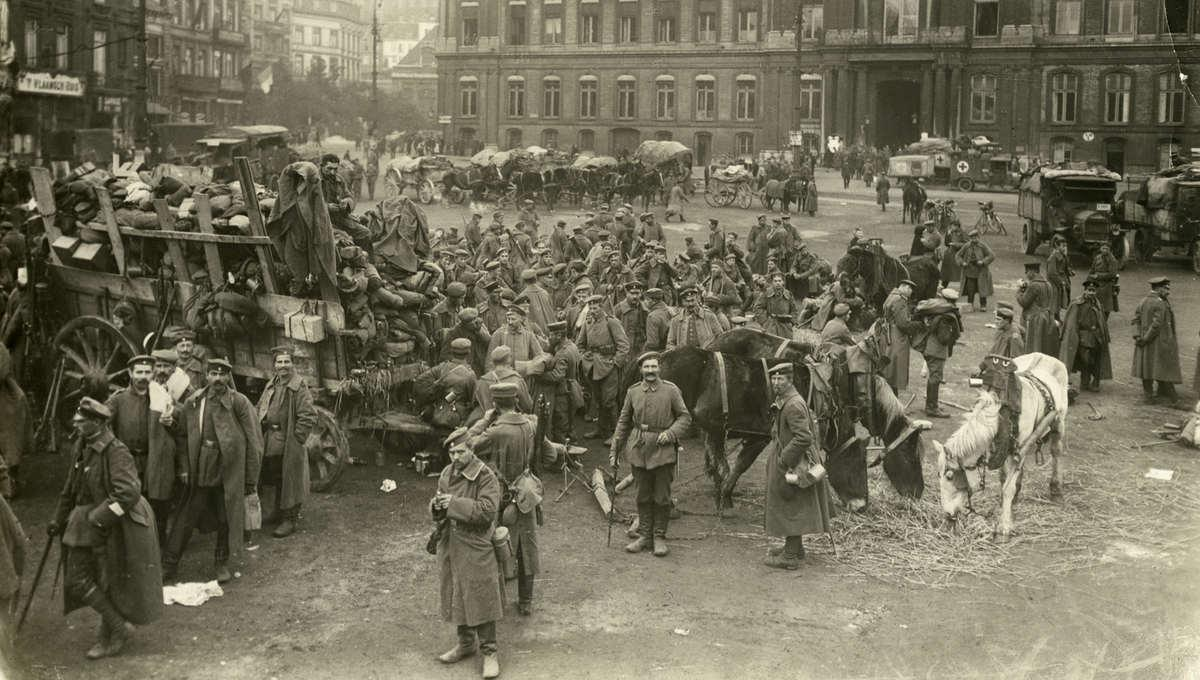
Place Saint Lambert, 1914

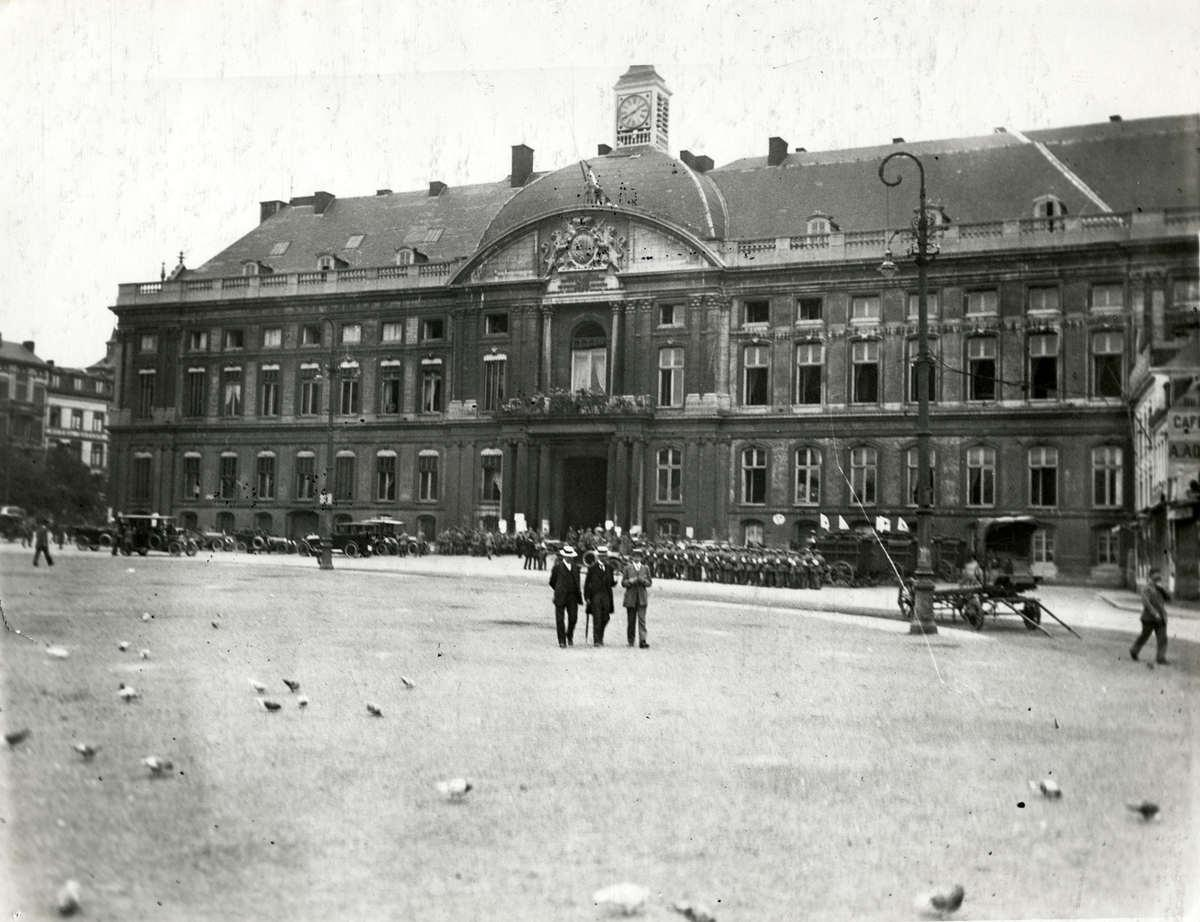
Place Saint Lambert, 1918

Le palais fait office de Kommandantur de l'occupant allemand au cours de la première Guerre mondiale.

#### La seconde guerre Mondiale
Le palais fait office de Kommandantur de l'occupant allemand au cours de la seconde Guerre mondiale.

#### Attentats

##### Attentat de Liège du 6 décembre 1985
Le 6 décembre 1985, une bombe explose au sein du palais de justice. L'explosion a lieu peu avant que des centaines d'avocats, dont le ministre belge de la Justice, Jean Gol, assistent à la rentrée solennelle de la Conférence Libre du Jeune Barreau de Liège. La bombe endommage gravement trois étages et fait s'effondrer un plafond. Philippe Balis, un étudiant en droit de 20 ans, est tué dans l'explosion. L'attentat est commis par Jean-Michel Systermans, avocat d'une cinquantaine d'années et son complice Francis Reynders

##### Fusillade du 1 avril 1987
Le 1er avril 1987, Robert Gillon, Pierre Frère et José Cokaiko, membres de la bande de Robert Van Oirbeek, comparaissaient devant le tribunal correctionnel de Liège pour hold-up, vols de voitures et détention d’armes. Durant l'audience, Germaine Dely, la petite amie de José Cokaiko, sort une grenade et un pistolet qu'elle passe à son ami. Une fusillade éclate entre les gendarmes et les assaillants. Cokaiko sera mortellement touché tout comme son avocat, Me Jacques Henry, atteint d'une balle en pleine tête. 

##### Tuerie de Liège- 13 décembre 2011
Le 13 décembre 2011, Nordine Amrani prend position sur une plate-forme surplombant la Place Saint-Lambert et plus particulièrement une série d'abribus. Après quoi, l'auteur se met se met à lancer des grenades et tirer sur les passants. Le bilan définitif fait état de 7 morts, dont le tueur ainsi que 125 blessés. Le lieu de l'attaque se situe à une centaine de mètres du Palais.

### LeXXIesiècle

#### Le nouveau Palais de Justice
La première pierre de ce nouveau palais a été posée le 26 septembre 2005. Le projet, envisagé durant les années 80, avait débuté le 1er septembre 2005 pour un coût total de 90 millions d'euros. L’infrastructure présente une superficie totale de 40.000 mètres carrés. 27 salles d'audiences ont été aménagées et comporte aussi 7.500 mètres carrés de surface d'archives, 56 cellules sécurisées aux normes légales. Les divers bâtiments abriteront la cour du travail, le tribunal du travail et le tribunal de commerce, le tribunal de première instance, le tribunal de la jeunesse, les services du Procureur du Roi, la justice de paix et les parquets.

#### Perspectives
Les propriétaires du palais des Princes-Evêques, État et Région wallonne, se sont mis d’accord pour restaurer ce magnifique édifice. Douze années seront nécessaires pour rénover toute l’enveloppe extérieure, avant de se pencher sur l’espace l’intérieur.

Cet important chantier débutera fin 2024.

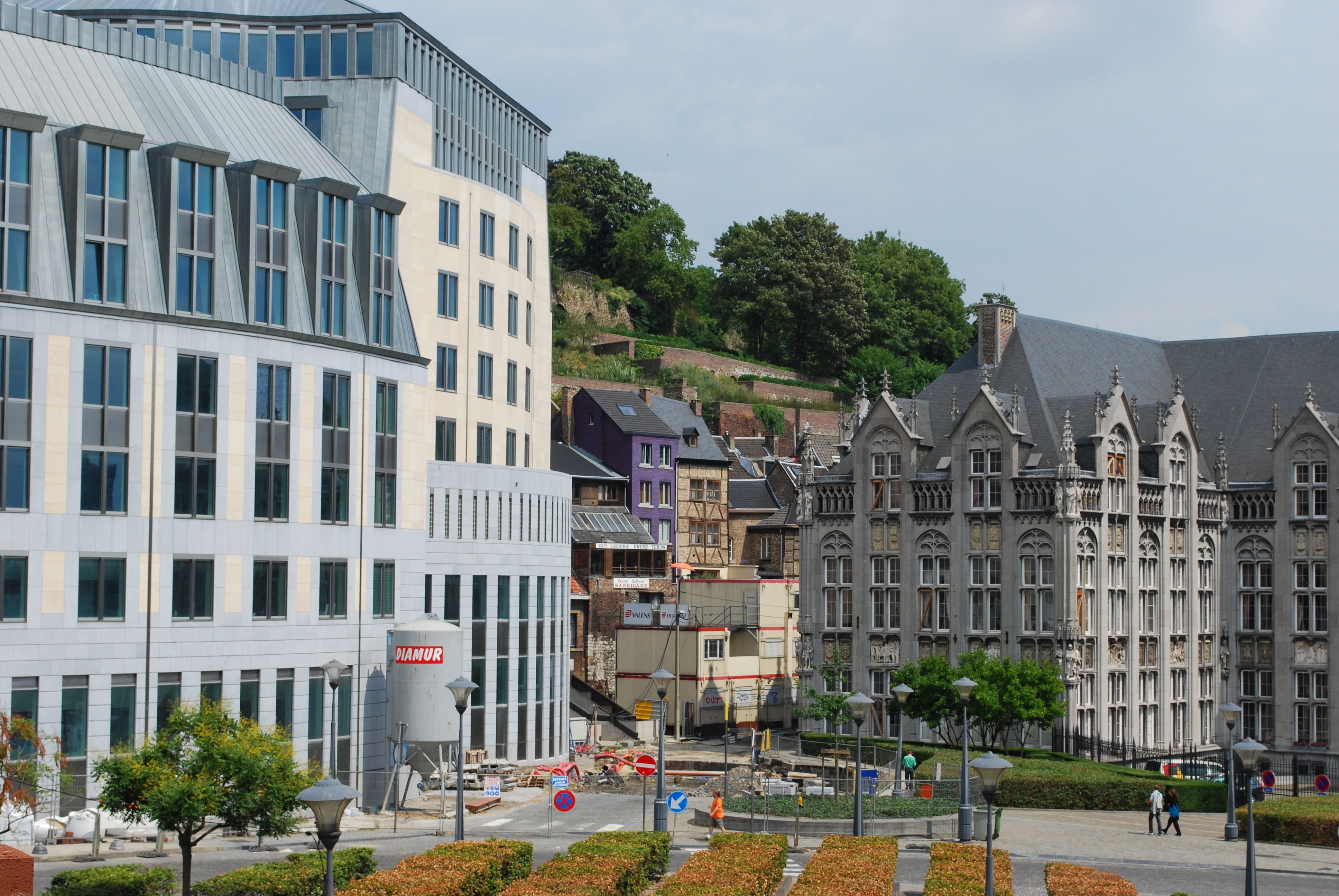
Palais épiscopal de Liège: nouvelles annexes du Palais de justice et façade du Palais provincial

## Œuvres

### Palais des princes-évêques
- Peinture Les Vertus, Théodore van der Schuur, Ancienne Chancellerie du Conseil Privé (Salle bleue)
- Peinture d'Évariste Carpentier :
  - La deuxième cour du Palais des Princes-Évêques de Liège (c. 1900)
  - L'Hôtel Curtius, quai de Maestricht (c. 1900)
  - L'église Saint-Jacques (c. 1900)
  - L'église Saint-Barthélemy (c. 1900)
  - L'ancien Pont des Arches et l'ancienne église Saint-Pholien (c. 1900)
  - Le passage d'eau, en face de la Basse Sauvenière (c. 1900)

### Palais provincial
- Peinture Le prince-évêque Notger, Barthélemy Vieillevoye, 1850, escalier du vestibule
- Tapisserie Télémaque sauve la vie d'Antiope, David IIII Leyniers (1705-1770), salle du collège provincial
- 4 tapisseries mettant en scènes Achille (Armes d’Héphaïstos, Combat de Ménélas, Achille pleurant), chambre de l'État noble
- Fresques reprenant personnages et épisodes retenus comme les plus illustres de l'histoire de la ville de Liège (la Signature de la Paix de Fexhe, etc.), Emile Delpérée, 1886, salle des pas-perdus.